# Izland
Izland (izlandiul: Ísland, IPA: [ˈiːstlant]ⓘ) szigetország az Atlanti-óceán északi részén, Grönland és Skócia között, Feröertől északnyugatra, a két globális jelentőségű tektonikai lemez – az eurázsiai és az észak-amerikai lemez határvonalán. Hivatalos nyelve az indoeurópai nyelvcsaládba tartozó izlandi nyelv, amely az óskandináv nyelvhez nagyon közel áll, ezáltal az egyik legarchaikusabb nyelv Európában. Fővárosa és legnépesebb városa Reykjavík. Európa és a világ egyik legritkábban lakott országa. A lakosságának több mint 60 százaléka Reykjavík fővárosi régiójában koncentrálódik.
Az országot gleccserek, vulkánok, lávamezők, gejzírek, geotermikus források és vízesések jellemzik. Itt található Európa legnagyobb jégtakarója a Vatnajökull gleccser. A nyugati és a keleti partvidéket fjordok szegélyezik. A Landmannalaugar vidék a természetkedvelők népszerű úti célja. Izlandon (szinte) nincsenek erdők, mivel a vulkanikus talaj és az éghajlat nem kedvez a fáknak.
A gazdaságának hagyományosan a halászat az egyik legfőbb ágazata. Az utóbbi években a turizmus hatalmas lendületet kapott, köszönhetően a északi sarki fénynek (aurora borealis), a természeti csodáknak és a geotermikus fürdőknek, melyek közöl a leghíresebb a Kék Lagúna. A geotermikus és vízenergia révén az ország szinte teljes mértékben megújuló energiaforrást használ.
A világ egyik vezető országa az életszínvonal, a HDI, az egy főre jutó GDP és az átlagfizetések tekintetében.
Az Európai Szabadkereskedelmi Társulás, az Északi Tanács, az OECD, az ENSZ és a NATO tagja, valamint része a schengeni övezetnek.

## Földrajza

Izland fontosabb települései
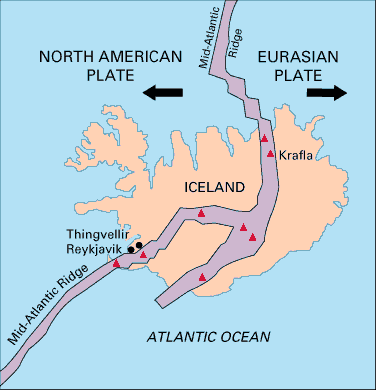
A Közép-Atlanti-hátság áthaladása Izland területén
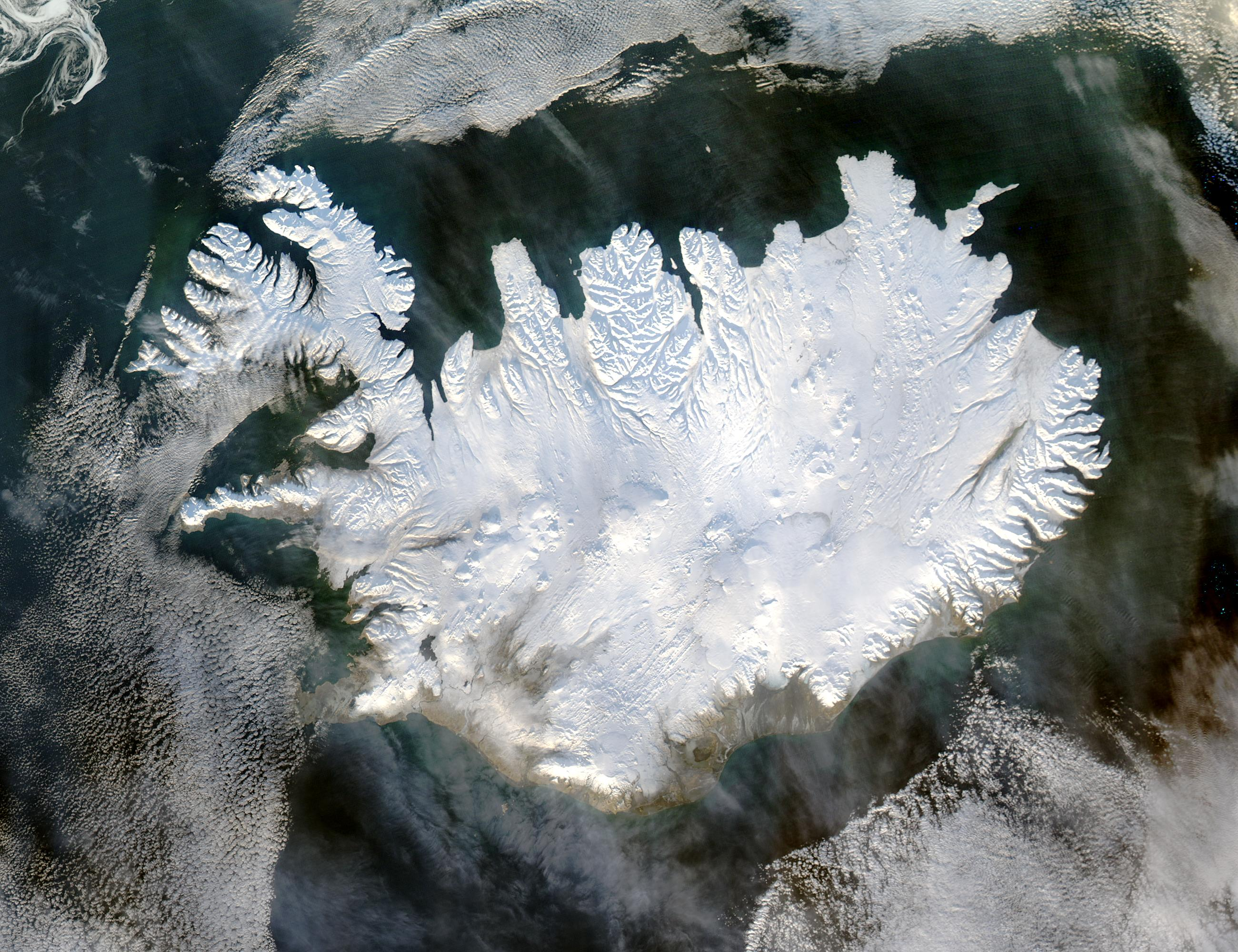
Műholdkép Izlandról télen
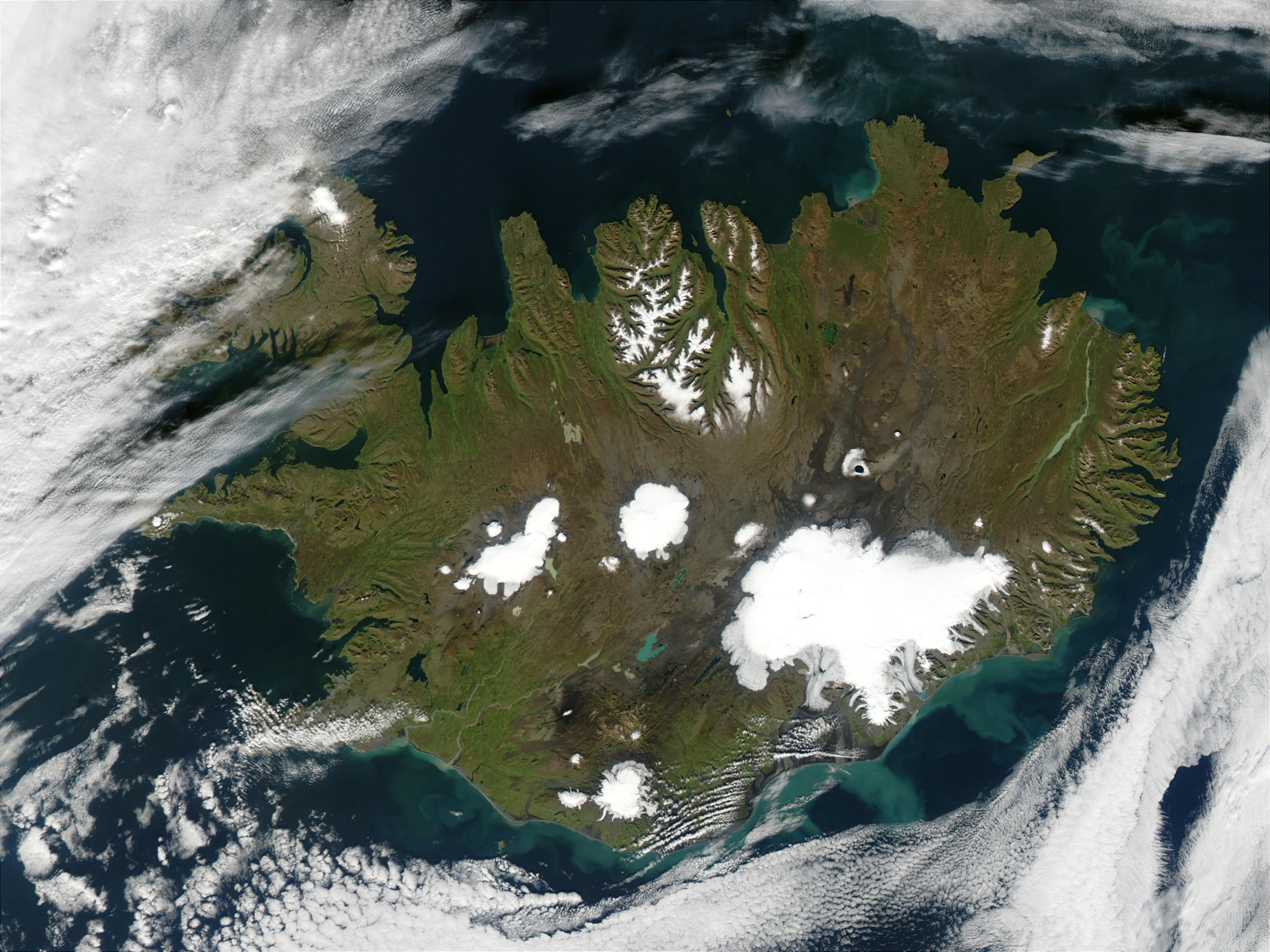
Műholdkép Izlandról szeptemberben

### Domborzata

Izland domborzata

Izland az Észak-Atlanti-óceán középső részén található. Az északi sarkkör a főszigettől kicsit északra lévő Grímseyn áthalad (a szigeten található az ország legészakibb települése is). Grönlanddal ellentétben Izlandot Európa, és nem Észak-Amerika részeként kezeljük. Kulturális, gazdasági és nyelvi szempontból is Skandináviához tartozik. A Föld tizennyolcadik, Európa második legnagyobb szigete.
Vulkáni sziget, a Közép-Atlanti-hátság víz fölé emelkedő része. A lemeztektonika szerint úgy keletkezett, hogy a két távolodó kőzetlemez (az eurázsiai, és az észak-amerikai) közötti hasadékon feltört a magma, és megszilárdult. A vulkáni kitöréseknek köszönhetően területe fokozatosan nő. Felszínén ma is jól megfigyelhetők a két lemez távolodásának jelei.
A szigeten 140 vulkán van, de a kráterek száma meghaladja az ezret. 26 vulkán – némelyik időszakosan – jelenleg is működik. Legismertebb vulkánja az 1491 m magas Hekla. Izlandon rengeteg gejzír található (a szó maga is izlandi eredetű), a geotermikus energia könnyen hozzáférhető. A belőle termelt meleg víz, távfűtés és villamosenergia jövedelemarányosan rendkívül olcsó.
Nagyjából a sziget felszínének 10%-át belföldi jégtakaró borítja. A 4790 km hosszú partvonalat sok kedves fjord teszi változatossá. Itt található Európa legnagyobb összefüggő jégmezője, a Vatnajökull, területe 8500 km², vastagsága helyenként az 1000 m-t is eléri.
A települések is szinte kizárólag a tengerparton találhatók, mivel az ország belseje nagyon nehezen lakható, kopár, terméketlen vidék. A legnagyobb városok: Reykjavík (a világ legészakibb fővárosa), Akureyri, illetve Keflavík, ez utóbbi mellett található az ország egyetlen nemzetközi repülőtere.
Legmagasabb pontja: Hvannadalshnúkur, 2110 m.

### Vízrajza
Izlandon nincsenek hosszabb folyók, mert a sziget belseje száraz és hideg. A vízhálózat fiatal, a bővizű folyók esésgörbéje kiegyenlítetlen, a törések, lávapadok mentén szép vízesések robajlanak (Gullfoss, Skogafoss, Svartifoss). Európa legbővizűbb vízesései Izlandon találhatók.
Legfőbb folyója a Þjórsá.

### Éghajlata
Északi fekvése ellenére a sziget éghajlata a Golf-áramlat szélesebb rendszerébe tartozó Irminger-áramlat mérséklő hatása miatt kevésbé zord. Az egész ország az óceáni éghajlat hideg övezetébe tartozik. A viszonylag meleg áramlat a déli és nyugati partvidéken teljes jégmentességet biztosít, míg az északi és keleti partokat ritkán, de elérheti a sodródó sarki jég a tél végén. Például míg 1919 és 1964 között gyakorlatilag nem jelent meg a tengeri eredetű jég, 1965-ben és 1968-ban az jelentős tömegben érkezett az északi partokra. Ez általában az egész szigeten további lehűlést okoz, és mérsékli a csapadékhajlamot. A sziget déli és északi partjának átlaghőmérséklete közötti különbség csak 1,5 fokos.
A valaha mért legalacsonyabb izlandi hőmérsékletet, -38 °C-ot 1918. január 22-én mérték az ország középső, belső részén (a tengerparton fekvő Reykjavíkban majdnem ugyanekkor, 1918. január 21-én volt a negatív rekord -24,5 °C-kal). Az eddigi abszolút melegrekord 1939. június 22-én született a déli tengerparton Teigarhorn gazdaság területén 30,5 °C-kal.
A déli partvidéken találhatók a legcsapadékosabb térségek. A Vatnajökull déli előterében évi 4000 mm-t meghaladó csapadék is előfordulhat. A sziget belső, esőárnyékos vidéke száraz, a csapadék helyenként nem éri el az évi 400 mm-t sem. A hótakaró a déli parton 1931 és 1960 között az október és május közötti időszak 17%-ában volt jelen, míg az északi oldalon 53%-ban.
| Hónap | Jan. | Feb. | Már. | Ápr. | Máj. | Jún. | Júl. | Aug. | Szep. | Okt. | Nov. | Dec. | Év  |
| --- | ---- | ---- | ---- | ---- | ---- | ---- | ---- | ---- | ----- | ---- | ---- | ---- | --- |
| Átlagos max. hőmérséklet (°C) | 1,9  | 2,8  | 3,2  | 5,7  | 9,4  | 11,7 | 13,3 | 13,0 | 10,1  | 6,8  | 3,4  | 2,2  | 7,0 |
| Átlagos min. hőmérséklet (°C) | −3,0 | −2,1 | −2,0 | 0,4  | 3,6  | 6,7  | 8,3  | 7,9  | 5,0   | 2,2  | −1,3 | −2,8 | 1,9 |
| Átl. csapadékmennyiség (mm) | 89   | 64   | 62   | 56   | 42   | 42   | 50   | 56   | 67    | 94   | 78   | 79   | 779 |
| Napi napsütéses órák száma | 1    | 2    | 4    | 5    | 6    | 5    | 6    | 5    | 4     | 3    | 1    | 0    | 3   |
| Forrás: Reykjavík (angol nyelven). hko.cov.hk. [2015. szeptember 24-i dátummal az eredetiből archiválva]. (Hozzáférés: 2014. október 10.) |      |      |      |      |      |      |      |      |       |      |      |      |     |

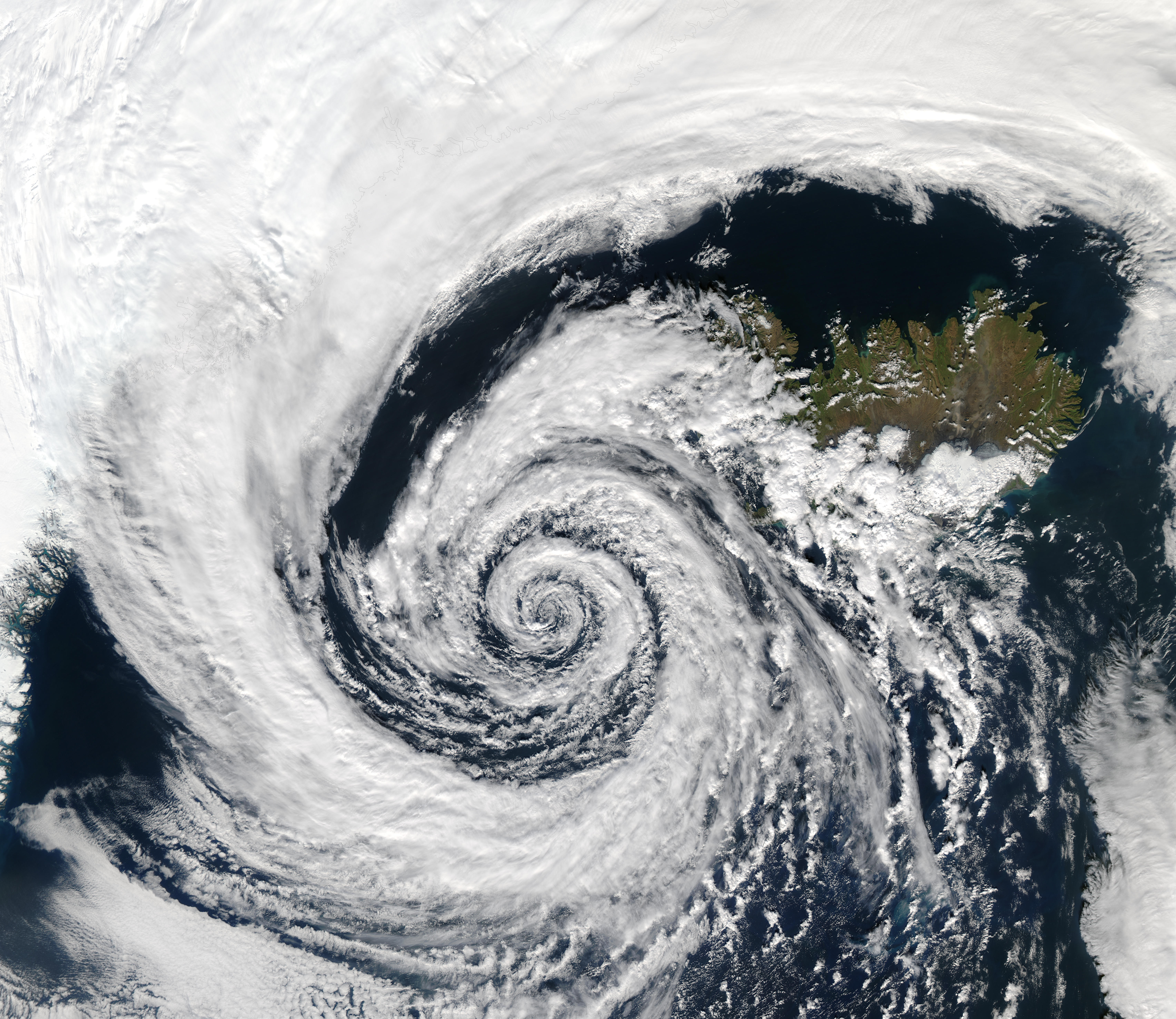
Tipikus alacsony légnyomású képződmény Izland felett

A hőmérsékleten és a csapadékon kívül az időjárás meghatározó eleme Izlandon a szél. A sziget környékén gyakran alakulnak ki, illetve haladnak át alacsony légnyomású ciklonok, amik szinte állandó, változó irányú, de erős szelet okoznak. A Beaufort-skálán 9-es erősségű, azaz 70–80 km/óra erősségű szelek a Vestmannaeyjar szigeteken évente átlag 70,7 napon fújnak. A sok szél miatt is viszonylag ritka a köd, a nyugati parton évente 10, a keletin 60 napon fordul elő. A zivatar nagy ritkaság. Ősszel és a tél elején gyakran figyelhető meg az égbolton az északi fény.
A napsütéses órák száma nyáron azért is magas, mert a sziget északi fekvése miatt a nappal rendkívül hosszú. A nyári napforduló környékén a napkelte és napnyugta között több mint 20 óra telik el, és az éjszaka közepén is szürkületi derengés tapasztalható. A tél derekán viszont csak néhány órára kel fel a nap dél körül.
Az izlandiak hagyományosan két évszakot tartanak számon, a telet és a nyarat. Néhány májusi hét tekinthető tavasznak, és néhány szeptemberi az őszi átmenetnek. Igazán kellemes idő közép-európai szemmel július végén-augusztus elején fordul elő, ezért mondják tréfásan a külföldieknek a helybéliek, hogy az izlandi nyár július 28-tól augusztus 1-ig tart.

### Növény- és állatvilága
Izland 103 000 km²-es területéből 12 000 km² gleccser, 3000 km² tó, 11 000 km² terméketlen lávamező, 4000 km² sivár homok, 52 000 km² egyéb terméketlen terület, csupán 21 000 km² nevezhető termőföldnek.
Izland területének központi részét gyér növénytakaró borítja. A vulkáni salakon, hamumezőkön havasi madárhúr, száratlan habszegfű, fűnemű fűz alkot párnanövényzetet. Ahol vastagabb a talaj, különböző fenyérek díszlenek. A 2-3 méter magas, főként molyhos nyírből álló husángerdők a 9. század táján még az ország területének kb. negyedét borították. Megritkult állományaik ma védettek és más fajokból újraerdősítéssel is próbálkoznak.
A part menti csapadékos térséget zöld, legelőként hasznosított gyepszőnyeg fedi. Faunájára az északi fajok a jellemzőek, főként a tengeri állatok dominálnak. Az emlősfauna szegényes, a ragadozók közül a sarki róka és a betelepített amerikai nyérc, a patások közül csak a betelepített rénszarvas él itt. A tengerpartokon borjúfóka és kúpos fóka fordul elő. A madárvilágban a tengeri, illetve a parti madarak dominálnak (északi és jeges búvár, énekes hattyú, izlandi kerceréce, pehelyréce, sok sirályfaj). A ragadozó madarak közül a rétisas, a vadászsólyom és a kis sólyom költ a szigeten. Kétéltű és hüllő nem fordul elő.
Izland természetes állatvilágában nem fordulnak elő jegesmedvék, de esetenként a sarkkör közeléből jégtáblákon leúsznak (ilyen például 2008 júniusában fordult elő).

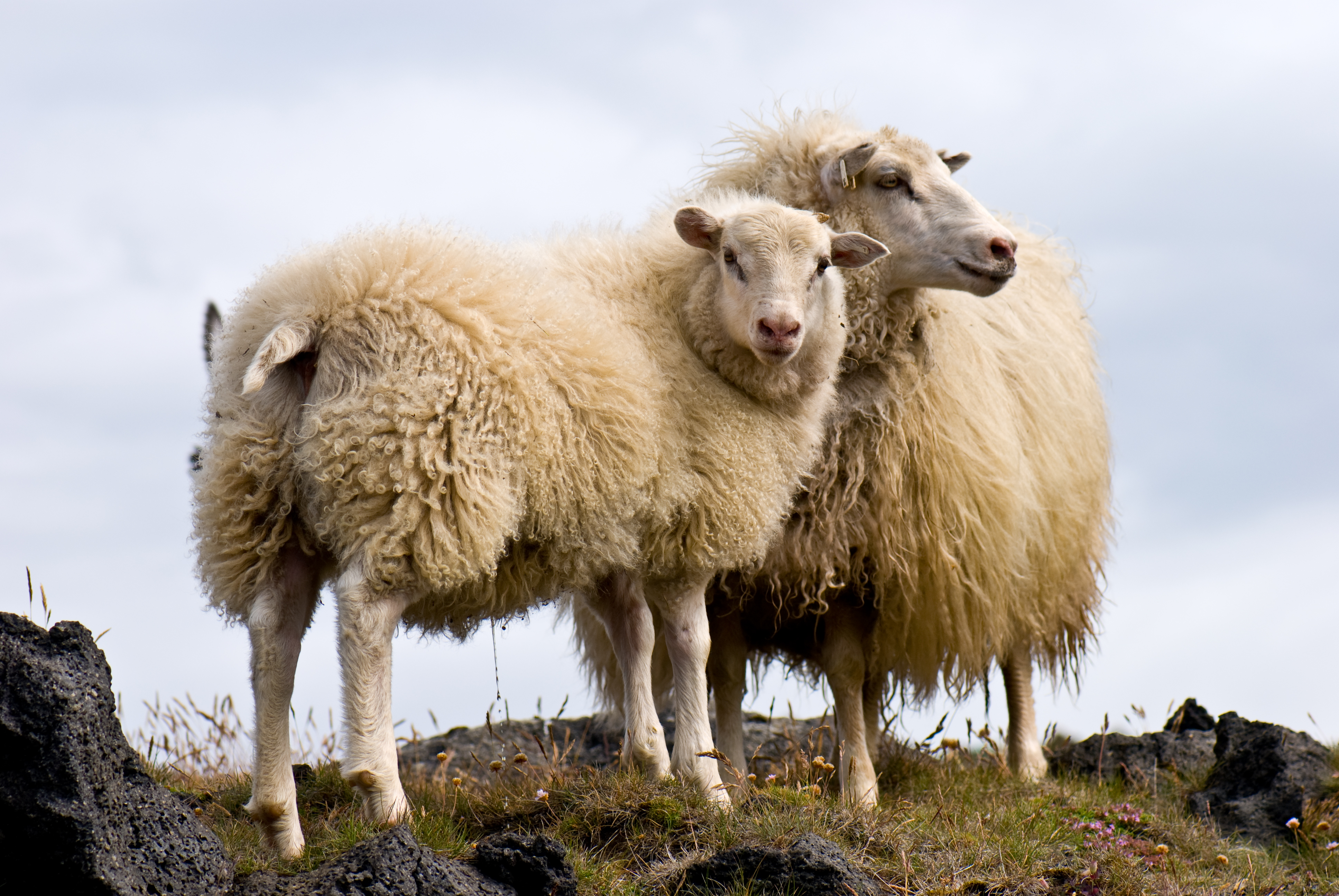
Izlandi juh
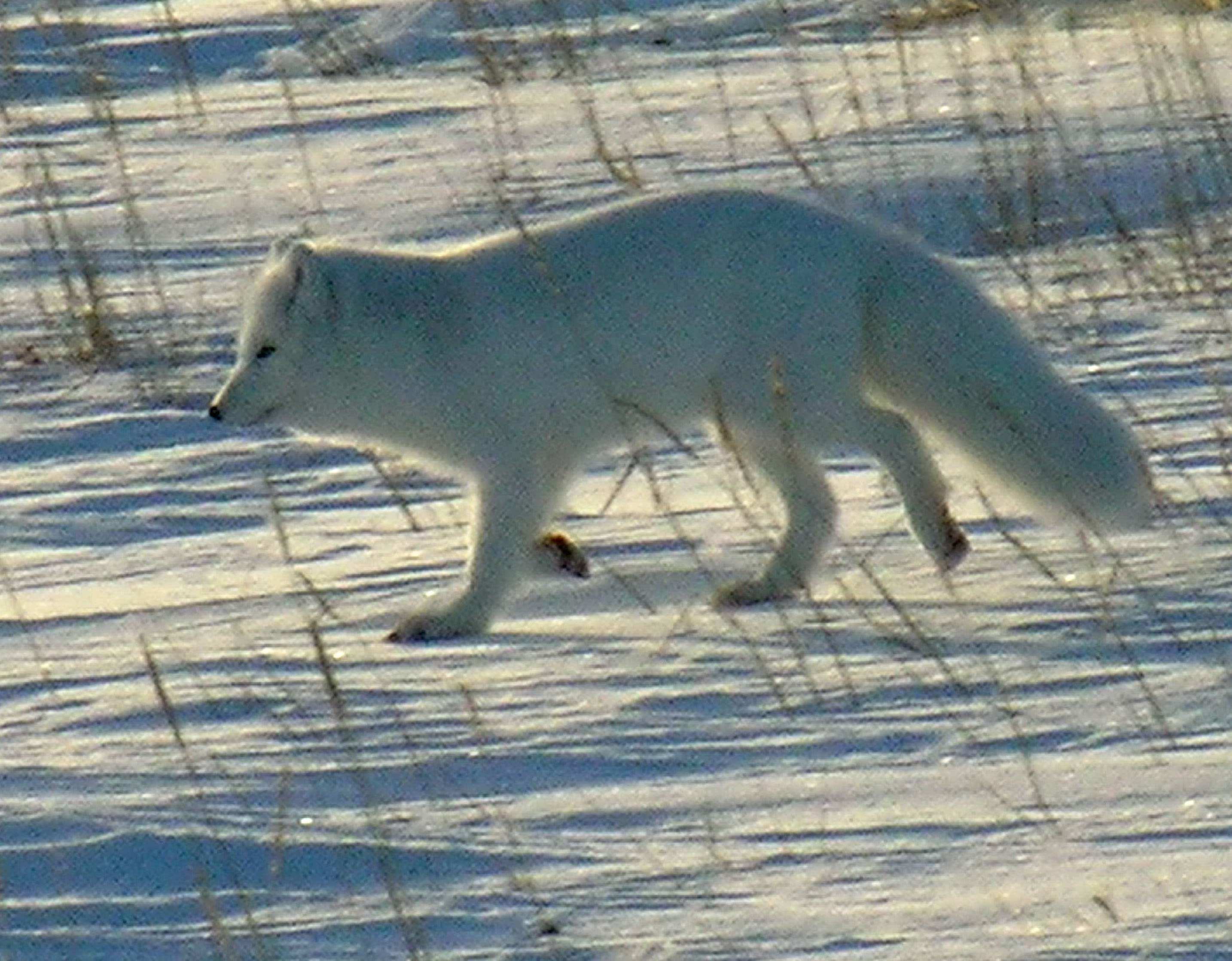
Sarki róka
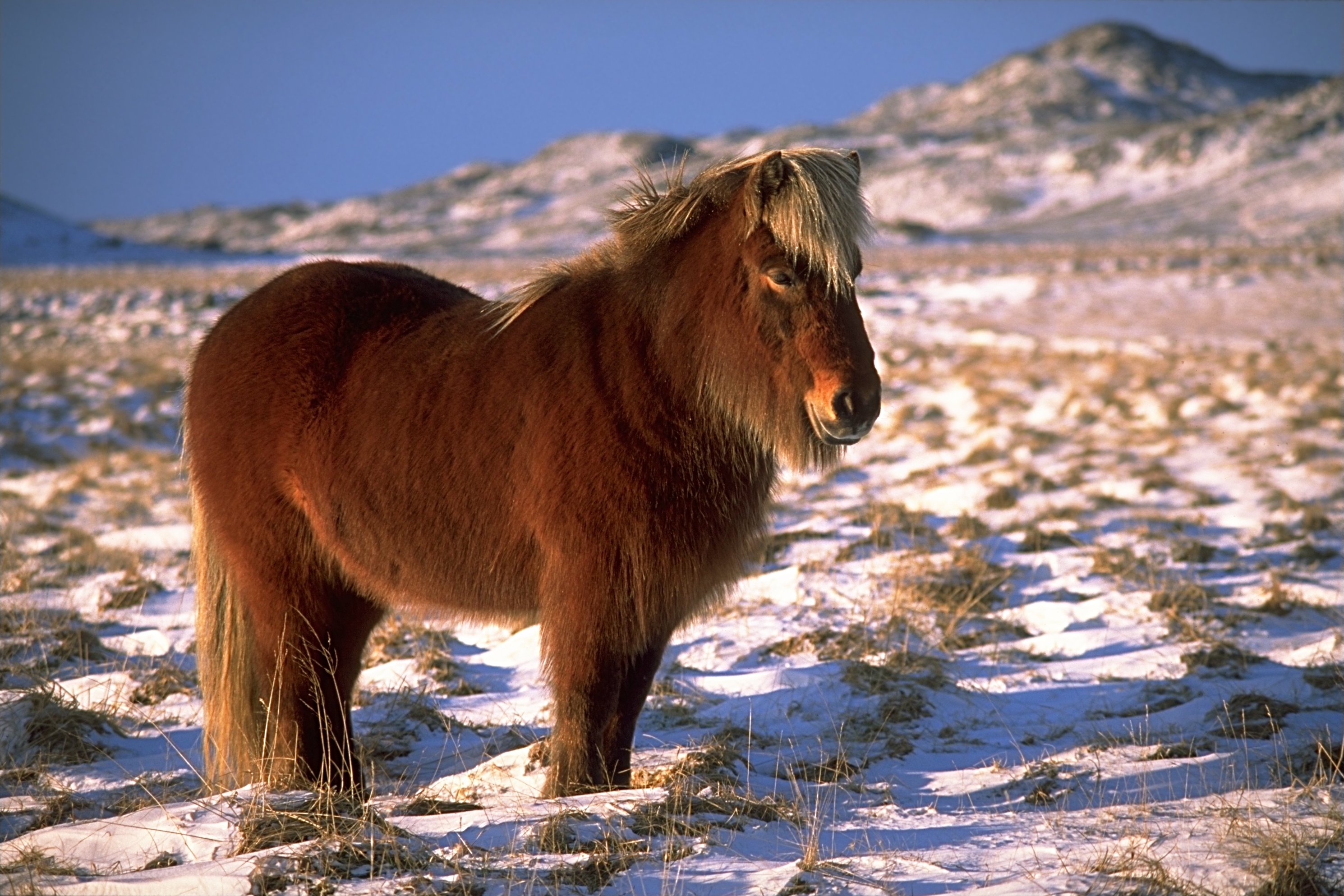
Izlandi póni
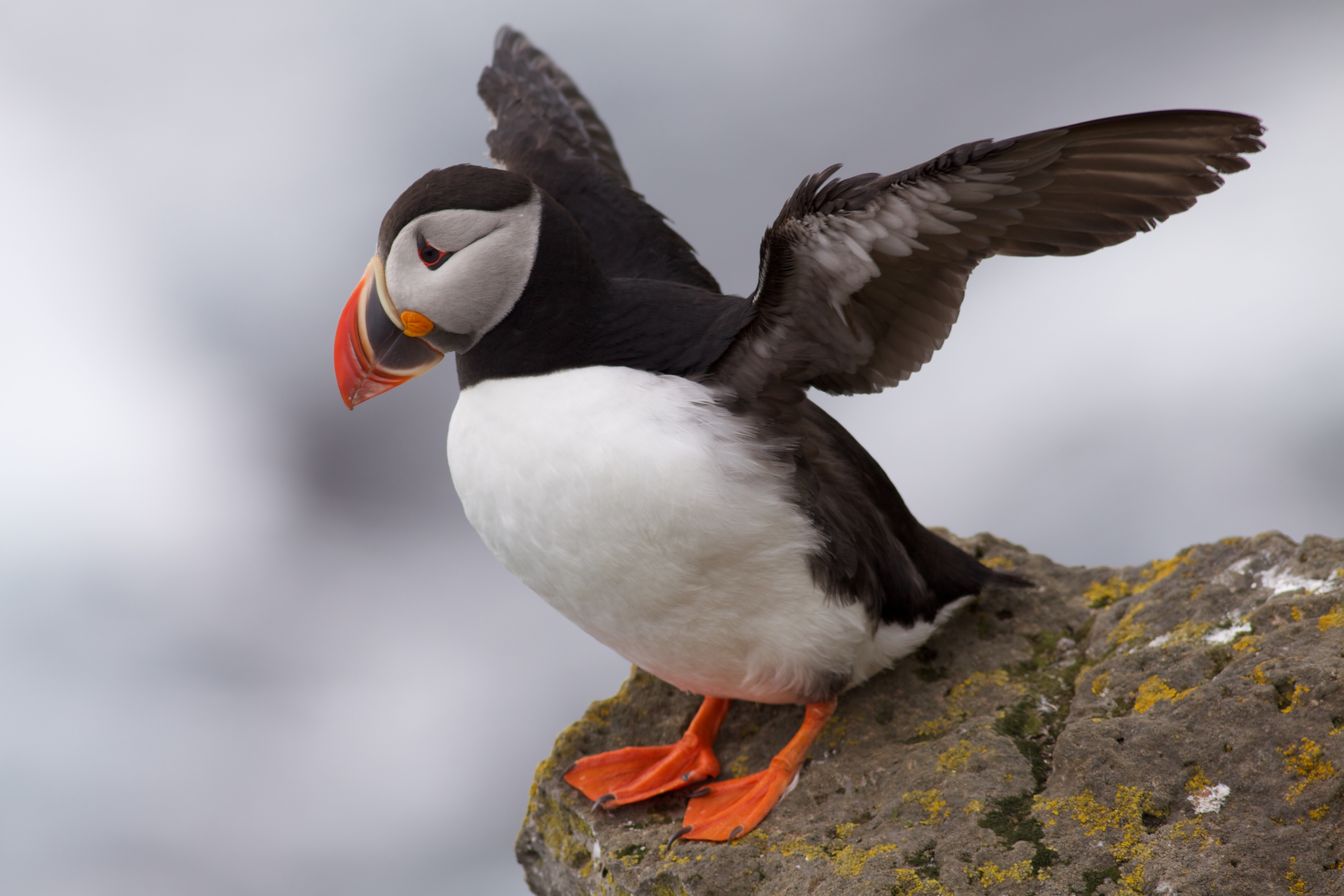
Lunda

## Nemzeti parkjai
Izlandon három nemzeti park található:
| Név            | Fotó | Elhelyezkedés | Alapítva | Terület    |
| -------------- | ---- | ------------- | -------- | ---------- |
| Snæfellsjökull |      | Nyugat-Izland | 2001     | 170 km2    |
| Vatnajökull*   |      | DK-Izland     | 2008     | 13 952 km2 |
| Þingvellir*    |      | Dél-Izland    | 1930     |            |

Korábbi nemzeti parkok:
- * 2008-ban a Vatnajökull Nemzeti Park részeivé váltak:

| Név              | Fotó | Elhelyezkedés | Alapítva | Terület  |
| ---------------- | ---- | ------------- | -------- | -------- |
| Jökulsárgljúfur* |      | Észak-Izland  | 1973     |          |
| Skaftafell*      |      | Dél-Izland    | 1967     | 4807 km2 |

A világörökséghez tartozik Surtsey sziget is. Ez a Föld egyik legfiatalabb szigete – egy tenger alatti vulkán volt, amely 1963. november 14-én emelkedett a tengerszint fölé. Jelenleg az élet megtelepedését tanulmányozzák rajta.
A Jökulsárgljúfur Nemzeti Park Izland északi részén található, és a Jökulsá á Fjöllum-folyó környékén helyezkedik el. A Dettifoss-vízeséstől északra fekszik. A Vatnajökull Nemzeti Park része lett 2008. június 7-én.
E terület főleg kaotikus kanyonjairól és vulkanikus hegyeiről híres. Körülbelül nyolcezer évvel ezelőtt egy vulkán tört ki közvetlenül a folyó és a jégkorszaki jégtakaró alatt. Ez különféle vulkánkitöréseket és hatalmas áradást váltott ki, amely létrehozta a már említett zegzugos kanyonrendszert.
A park központja az ún. Hljóðaklettar (visszhangok sziklája). Az izlandi nevén Rauðhólar (vörös hegy) különleges színezetéről híres. Egy másik látnivaló az Ásbyrgi-kanyon, amely lópatkó formájú.
A Skaftafell Nemzeti Park szintén 2008. június 7-e óta része a Vatnajökull nemzeti parknak. A park Kirkjubæjarklaustur és Höfn között, Izland déli részén helyezkedik el.
A Skaftafell Nemzeti Parkot 1967. szeptember 15-én alapították, majd később kétszeresére nőtt területe. Napjainkban a park területe 4807 km², ezzel Izland második legnagyobb nemzeti parkja. Itt található a Morsárdalur-völgy, a Kristínartindar-hegy és a Skaftafellsjökull-gleccser.
A tájkép nagyon hasonló az Alpok egyes részeihez, de több ezer év alatt a Skeiðarájökull-, és a Skaftafellsjökull-gleccser, az Öræfajökull-vulkán kitörései, valamint a Skeiðará-, Morsá- és a Skaftafellsá-folyó vize alaposan átformálták a vidéket. A jégsapkák alatt zajló vulkanikus utóműködések és vulkánkitörések időnként megolvasztják a felettük elhelyezkedő jégsapkát, és úgynevezett gleccserfolyamokat hoznak létre, amelyek a Skeiðará-folyó medrét alaposan leborotválták az idők során. A homokos parti pusztaság, az ún. Sandur a lezúduló olvadékvíz nyomán jött létre a gleccserek és a tenger között. A legutóbbi ilyen jégár 1996-ban volt.
A Skaftafell Nemzeti Park főleg elviselhető éghajlatáról és napos nyári napjairól ismert az izlandi emberek körében. Errefelé természetes nyírfaerdő telepedett meg, aminek neve Bæjarstaðarskógur, amely rengeteg madárnak és sarki rókáknak ad otthont.

## Történelme

### Az ókorban
Izlandot elsőként valószínűleg a görög Pütheasz említi, aki i. e. 330 és 325 között Massaliából (Marseille) indulva körülhajózta a brit szigeteket, járt Orkney-n és Norvégia nyugati partjainál. Az utazásról készített beszámolójában Pütheasz említést tesz Thule szigetéről, ami 6 napi hajózásra esik Britanniától északra. Valószínűleg Pütheasz nem járt a szigeten, de az szinte biztos, hogy a kelták és a norvégok már ebben az időben tudtak a sziget létezéséről.

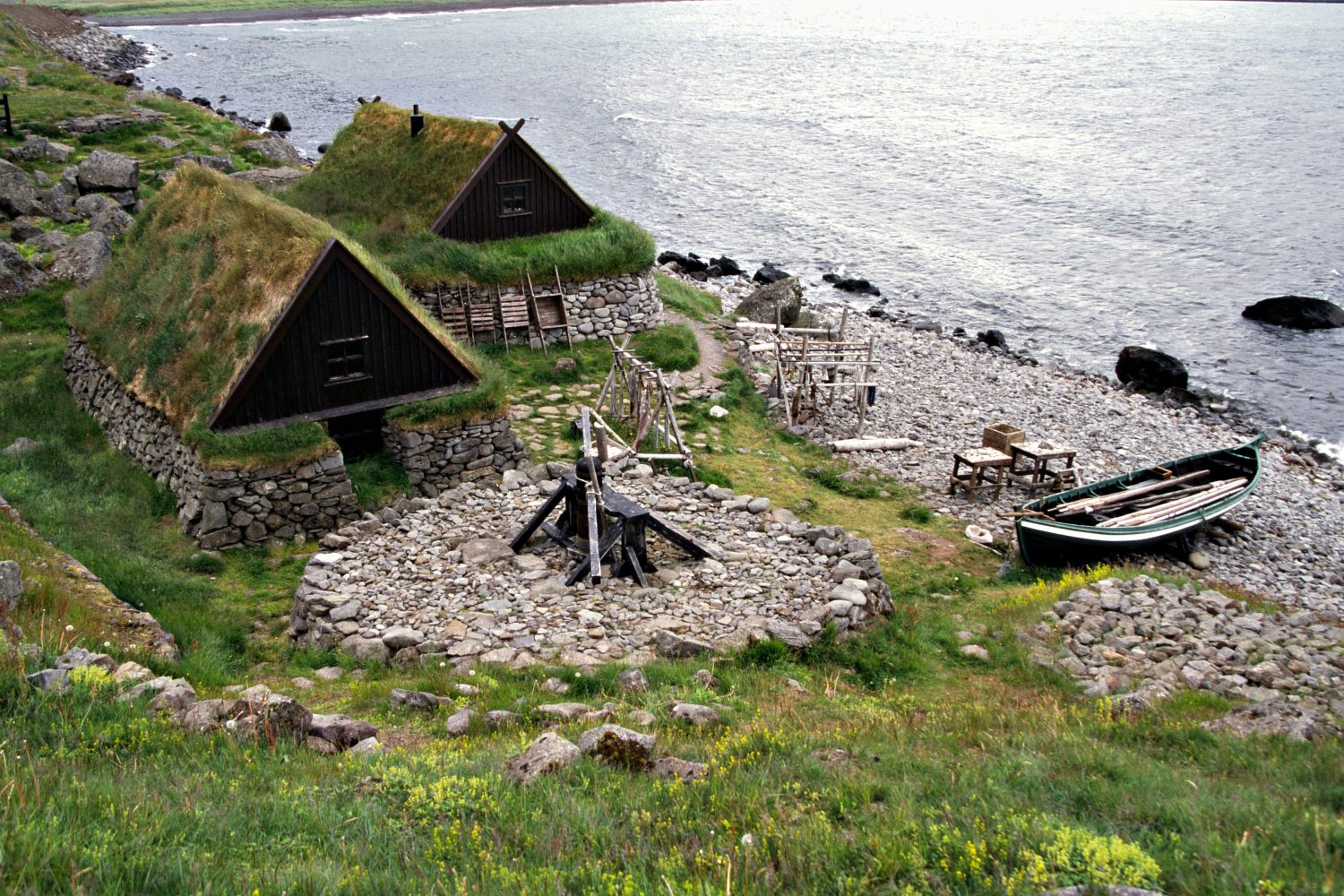
Középkori halásztelepülés mintája, Bolungarvik

Régészek római pénzérméket is találtak a szigeten az i. e. 3. századból. De ez sem feltétlenül bizonyítja, hogy rómaiak jártak a szigeten, mert egyesek feltételezései szerint a vikingek vitték Izlandra a pénzdarabokat.
Az ellenben biztos, hogy a 8. században ír szerzetesek érkeztek a lakatlan szigetre. Papey és Papafjörður nevek ezekre a szerzetesekre utalnak.

### A középkorban

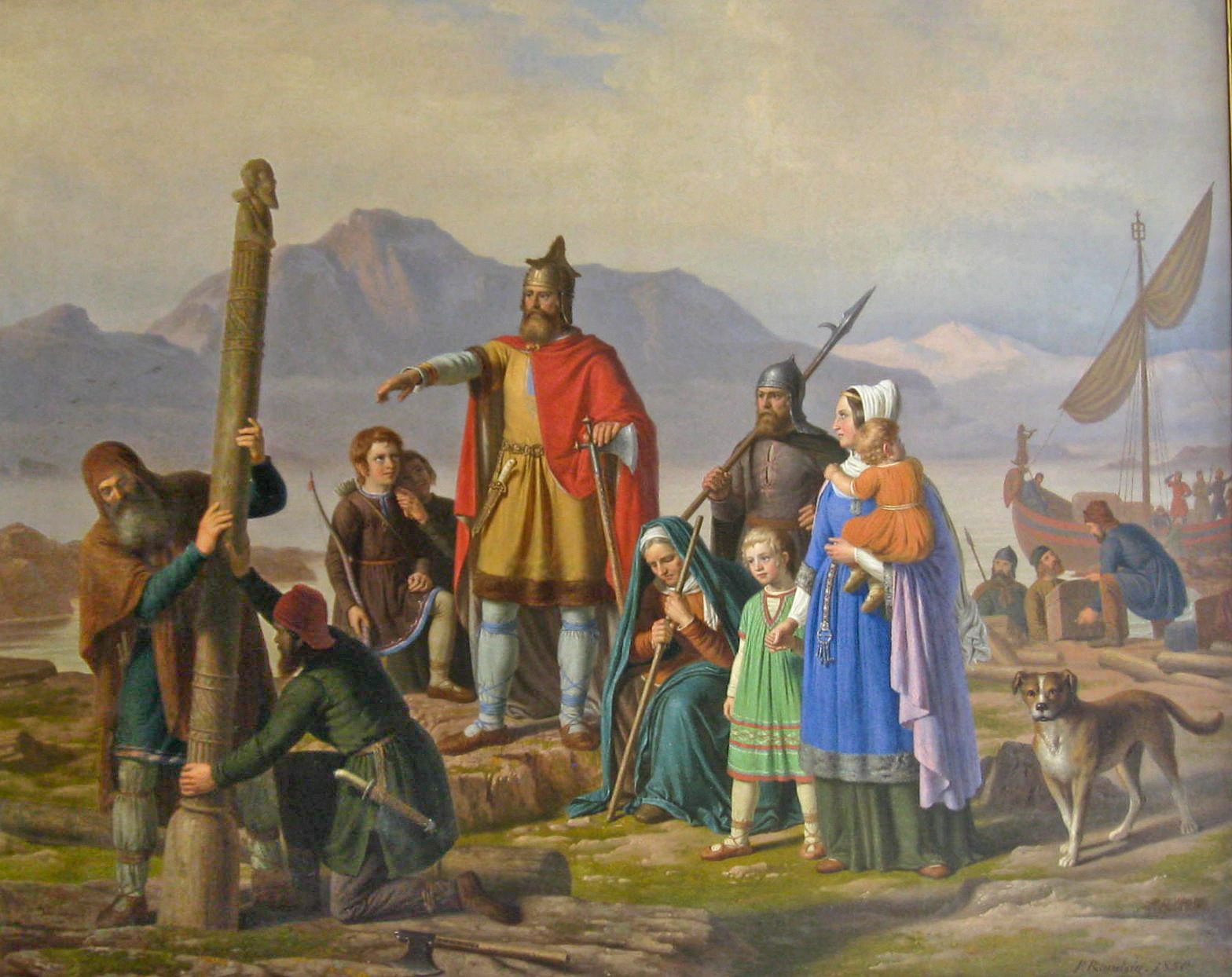
Ingólfur Arnarson érkezése a szigetre. J. P. Raadsig festménye

850 körül egy norvég hajós (Naddoddur) célja Feröer volt, de egy vihar miatt Izlandon kötött ki. Ő adta a szigetnek a Hóföld (Snjórland) nevet. Néhány évvel később a svéd Gardar Svavarsson körbehajózta a szigetet, és visszatérve a kontinensre csupa jót mesélt az újonnan lelt szigetről.
Később a szigetre érkezett a norvég Flóki Vilgerðarson, de csalódnia kellett, mert a sziget közel sem olyan barátságos arcát mutatta, mint ahogy azt Gardar leírásából sejteni lehetett. El is hagyta a szigetet, amit ő jégföldnek, azaz Ísland-nak nevezett.
874-ben a mai Ingólfshöfði-nél kötött ki Ingólfur Arnarson, majd a part mentén hajózott tovább, és telepedett le a mai főváros helyén. A helyet ő nevezte el Reykjavíknak, ami füstös öblöt jelent. Arnarson igazi viking volt, aki kényszerűségből hagyta el Norvégiát, mivel összeütközésbe került a norvég uralkodóval, Széphajú Haralddal. Sok követője akadt, a következő 50 évben egyre többen érkeztek Norvégiából, de ezzel párhuzamosan írek és skótok is megtelepedtek a szigeten. Ezeket a betelepüléseket követően újabb jelentős számú népesség már nem érkezett a szigetre. Nagyjából 100 év kellett ahhoz, hogy a vikingek, írek, skótok keveredjenek, és egy új északi nép, az izlandi létrejöjjön. Ekkor körülbelül 15 000 ember élt a szigeten.
930-ban a kezdeti, országrészenként szervezett évi népgyűlések felett létrehozták az országos népgyűlést, az Alþingit. Szokás ezt a világ első parlamentjének is nevezni, de valójában inkább az utolsó törzsi, nemzetségi jellegű népgyűlés volt a feudalizmus előtti korban.
Az Alþingi két hétig tartó üléseinek nyaranta Þingvellir adott helyet. Nemcsak a politikai ügyek színtere volt, hanem sokkal kiterjedtebb társadalmi esemény lett. Házasságok és komoly üzletek köttettek a politikai eseményekkel párhuzamosan.
980 körül több kísérlet is történt Izlandon a kereszténység elterjesztésére, de az első misszionáriusokat többnyire megölték.
982-ben a gyilkosság miatt Izlandról száműzött Vörös Erik (Eiríkur Rauðe) eljut Grönlandra.
1000 körül a norvég király Olaf Tryggvason nyomására az izlandiak felveszik a kereszténységet. Érdekes megemlíteni, hogy amikor a törvénymondó az Alþingiban kihirdette a norvég király üzenetét, akkor csak egy kisebb összetűzés után sikerült elfogadni a javaslatot. Így is bizonyos ősi törvényeket megőriztek.
A 13. század elején belső viszályok alakultak ki az országban. Ennek köszönhetően 1262-ben az izlandiak elismerik a norvég király, Hakan Hakansson uralmát.
1281-ben a norvég király új törvénykönyvet adott ki, a Jónsbók-ot, amely kimondta, hogy Izland Norvégia része.
1300-ban, 1341-ben és 1389-ben is kitört Dél-Izland vulkánja, a Hekla, amely komoly pusztítást végzett mind a lakosság, mind pedig az állatállomány körében.
1397-ben Izland Dánia uralma alá került. 1540-től a dán uralom a hatalom erejével terjeszteni kezdte a reformációt, aminek következtében 1550-ben kivégezték az utolsó katolikus püspököt, Jón Arasont is. A püspököt két fiával együtt ölték meg, ugyanis az izlandi papok nem tartották a cölibátust.

### Az újkorban

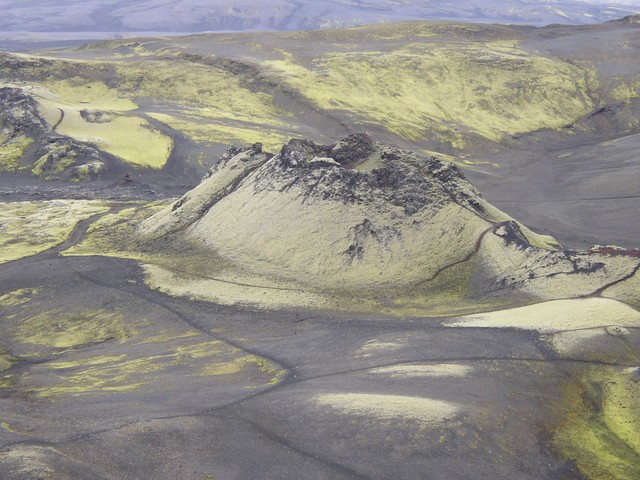
Lakagígar

A 16. század végén négy, egymást követő nagyon kemény tél köszöntött Izlandra, melynek következtében 9000 lakos halt éhen.
1602-ben beköszöntött a dán kereskedelmi monopólium. A dánok nagyon olcsón vásárolták a halat az izlandiaktól, amit jó áron adtak tovább a kontinensen, cserébe az egyéb élelmiszereket drágán adták az izlandiaknak.
1627. nyarán Észak-Afrikából érkezett arab, török és berber kalózok dúlták fel a sziget déli és keleti részét. A Tyrkjaránið-nak, magyarul törökdúlásnak elnevezett esemény komoly csapás volt az akkori viszonyokhoz képest a szigetre nézve: százakat raboltak el, sokakat megöltek, településeket és hajókat fosztottak ki.
A különböző természeti csapások továbbra is sújtották a szigetet. Többször kitört a Hekla, a Katla és az Öræfi is. De az igazán nagy katasztrófát a Lakagígar („Laki-kráterek”) kitörése okozta. Ez 1783-ban történt, a kitörés 10 hónapig tartott, melynek következtében mérgező köd fedte be Délkelet-Izlandot. A kitörést követően Izland lakosságának ötöde halt meg, az állatállománynak háromnegyede pusztult el. Ezt még fokozták a következő évek földrengései és újabb, nagyon zord telei.
1800-ban a dán uralom megszüntette az Alþingi törvényhozó hatalmát. Öt évszázad külső uralom után a 19. század elején éledezni kezdett az izlandi nacionalizmus. Ennek köszönhetően 1845-ben visszaállították az Alþingi eredeti jogait, 1855-ben pedig a dán kereskedelmi monopólium is megszűnt. Az autonómiával kapcsolatos törekvéseket a dánok elutasították, és Izlandot Dánia részének tekintették.
1874-ben saját alkotmányt kapott.

### A 20. században
1911-ben megalakult az első egyetem Izlandon, Reykjavíkban. 1918-tól Izland autonóm állam perszonálunióban állt Dániával. Ügyeit a hadügy és a külügy kivételével maga intézte.
1940. április 9-én Németország megszállta Dániát, amely így nem volt abban a helyzetben, hogy továbbra is fennhatóságot gyakoroljon Izland felett. Ezt követően angol csapatok szálltak partra Izlandon, megelőzendő a németek bevonulását. Így az eddig Dánia által intézett ügyeket is az Alþingi vette kezébe. 1941-ben az angol csapatokat amerikaiak váltották fel.
1944-ben népszavazást tartottak arról, hogy Izland elszakadjon-e Dániától. Mivel a szavazók 97%-a igennel szavazott, így 1944. június 17-én Þingvellirben kikiáltották az Izlandi Köztársaságot. 1946-ban tagja lett az ENSZ-nek, majd 1949-ben alapító tagja lett a NATO-nak.
1956 decemberében az 1956-os forradalom 52 magyar menekültjét fogadta be Izland egy ausztriai menekülttáborból. A Szovjetunió magyarországi beavatkozásának híre az akkori kormány szovjetbarát politikája alól is kihúzta a talajt.
1980-ban Vigdís Finnbogadóttir személyében Izland lakossága női elnököt választott, aki a világon az első demokratikusan megválasztott női államfő lett.

### A 21. században
2009. február 1-jén beiktatták hivatalába Jóhanna Sigurðardóttir miniszterelnök asszonyt, aki a világ első nyíltan meleg miniszterelnöke lett.
2009. május 10-én Izland kormánya bejelentette, hogy népszavazást tartanak arról, hogy megkezdjék a csatlakozási tárgyalásokat az Európai Unióval. 2011. június 27-én kezdték meg végül a csatlakozási tárgyalásokat. 2015 márciusában az izlandi kormány visszavonta a csatlakozási kérelmet.

## Államszervezete és közigazgatása

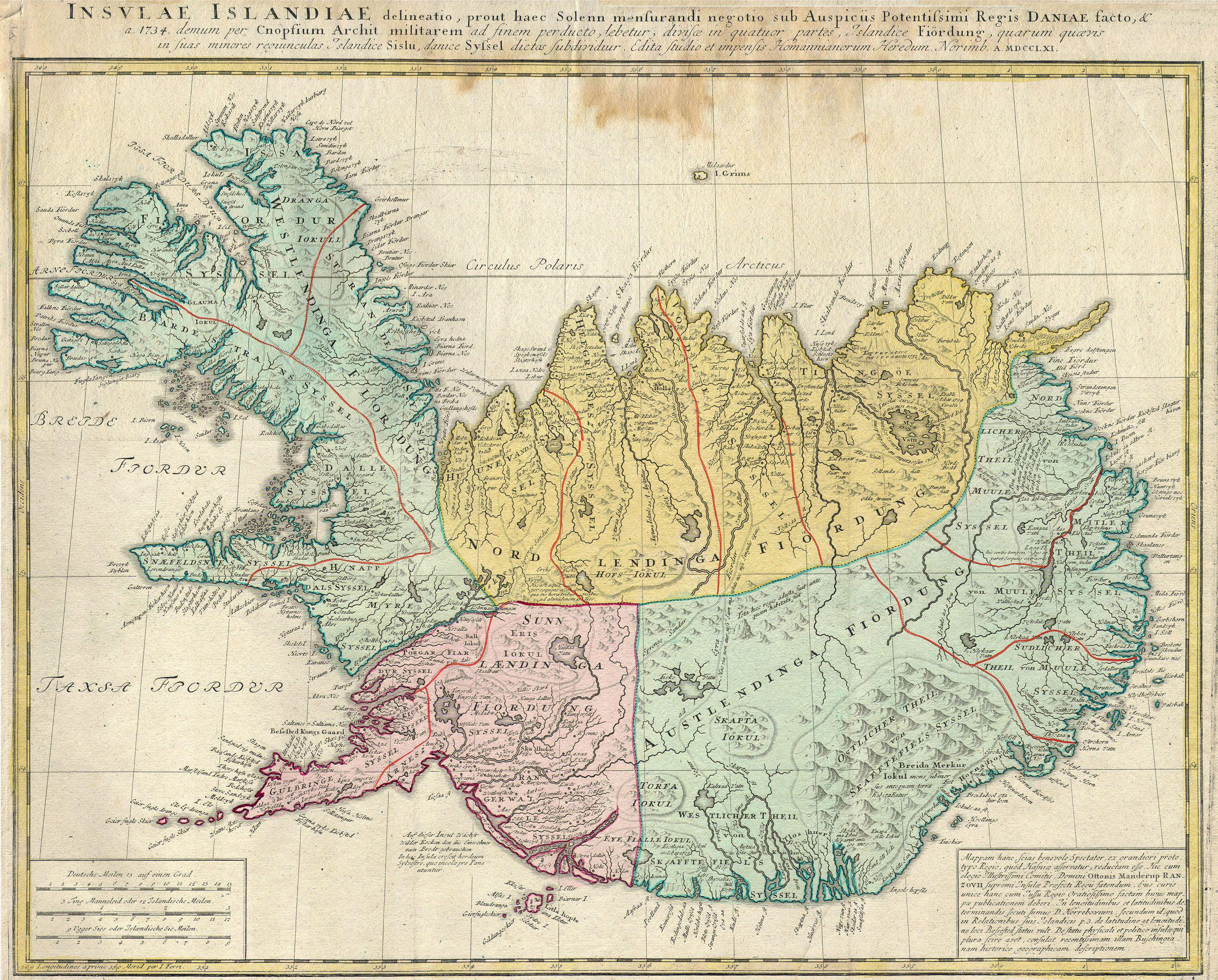
Izland történelmi régiói

### Alkotmány, államforma

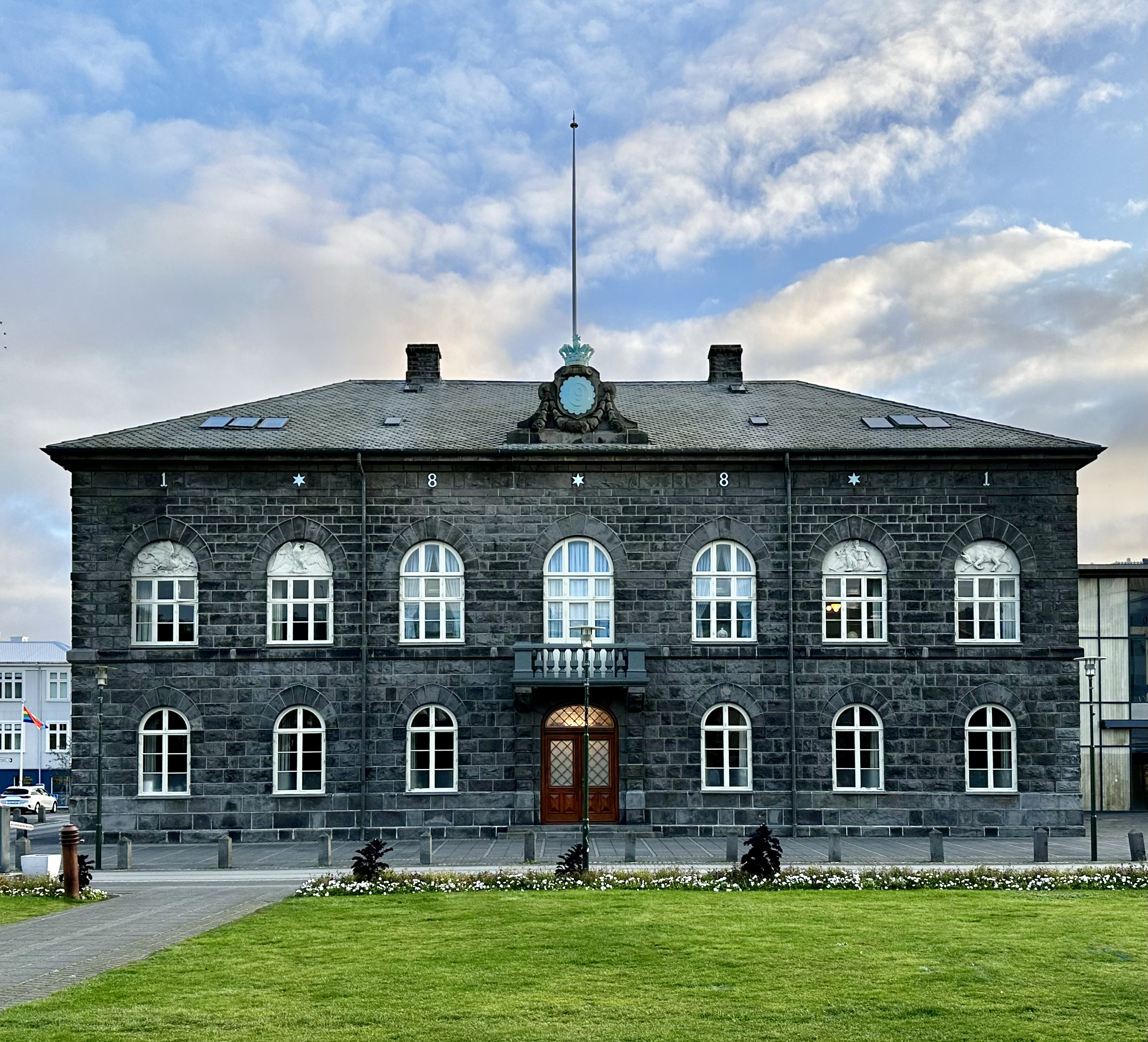
Az Alþingi, Izland nemzeti parlamentje Reykjavíkban

Izland parlamentáris köztársaság. Az ország nem tagja az Európai Uniónak. A 2008-ban kirobbant gazdasági világválság azonban súlyos csapást mért az izlandi gazdaságra, ezért felmerült annak a lehetősége, hogy Izland gyorsított eljárással, akár 2011-re az unió tagja legyen. Jóhanna Sigurðardóttir szociáldemokrata kormányfő kezdeményezésére a parlament 2009. július 16-án döntött szűk többséggel a csatlakozási kérelem benyújtásáról, amelyre július 23-án került sor. A csatlakozási tárgyalások ezt követően 2010 februárjában kezdődtek meg, 2013 őszén azonban felfüggesztették őket.

### Törvényhozás, végrehajtás, igazságszolgáltatás
Parlamentje, az Alþingi, a legrégebbi a világon, 930-ban alapították.
Az Alþing 63 tagú, tagjait 4 évre választják. A kormányfő a miniszterelnök, aki kabinetjével együtt gyakorolja a hatalmat. A miniszterelnököt az államfő (elnök) jelöli ki, akit szintén négyévente választanak közvetlenül. Ha csak egy jelölt van az elnökségre, akkor azt szavazás nélkül megválasztott elnöknek tekintik.

### Közigazgatási beosztása

Izland bírósági kerületei

Izland önkormányzati választókerületei a 2014-es győztesekkel

Izland önkormányzati választókerületei a 2018-as győztesekkel

Izland 104 önkormányzatra (hreppur) oszlik, amelyek a helyi ügyekkel (iskolák, közlekedés) foglalkoznak.
Az önkormányzatok 23 megyét (sýslur) és 14 megyei jogú várost (kaupstaðir) alkotnak, de ez inkább csak történelmi felosztás. Közigazgatásilag az ország 26 elöljáróságra van felosztva, amely a rendőrség felett a legmagasabb rangú közhivatal (kivéve a fővárosban, ahol a rendőrparancsok magasabb rangú). Az elöljáróságok adminisztratív feladatokat látnak el, mint csődbejelentés, polgári házasságok stb.
Az országot 8 bírósági kerületre és 6 választókerületre tagolják.
| Izland önkormányzatai (2003-as adatok alapján, zárójelben a népesség) |
| --- |
| - Reykjavík (113 387) - Kópavogur (25 291) - Hafnarfjörður (21 190) - Akureyri (16 048) - Reykjanesbær (10 907) - Keflavík (10 200) - Garðabær (8863) - Mosfellsbær (6573) - Árborg (6326) - Selfoss (5700) - Akranes (5582) - Seltjarnarnes (4566) - Vestmannaeyjar (4349) - Skagafjörður (4178) - Ísafjörður (4127) - Fjarðabyggð (3110) - Borgarbyggð (2589) - Húsavík (2453) - Grindavík (2421) - Hornafjörður (2304) - Austur-Hérað (2141) - Dalvíkurbyggð (2025) - Hveragerði (1887) - Bessastaðahreppur (1876) - Snæfellsbær (1742) - Ölfus (1706) - Rangárþing eystra (1669) - Siglufjörður (1438) - Rangárþing ytra (1436) - Sandgerði (1393) - Gerðahreppur (1283) - Húnaþing vestra (1175) - Stykkishólmur (1161) - Vesturbyggð (1073) - Ólafsfjörður (994) - Blönduós (958) - Eyjafjarðarsveit (958) - Bolungarvík (944) - Grundarfjarðarbær (936) - Vatnsleysustrandarhreppur (928) - Bláskógabyggð (905) - Austurbyggð (853) - Seyðisfjörður (741) - Vopnafjarðarhreppur (741) - Hrunamannahreppur (731) - Þingeyjarsveit (716) - Borgarfjarðarsveit (696) - Dalabyggð (651) - Höfðahreppur (585) - Skeiða- og Gnúpverjahreppur (528) - Skaftárhreppur (523) - Hólmavíkurhreppur (494) - Djúpavogshreppur (493) - Mýrdalshreppur (493) - Fellahreppur (471) - Skútustaðahreppur (440) - Þórshafnarhreppur (400) - Grýtubakkahreppur (396) - Svalbarðsstrandarhreppur (376) - Hörgárbyggð (371) - Tálknafjarðarhreppur (349) - Öxarfjarðarhreppur (344) - Grímsnes- og Grafningshreppur (344) - Norður-Hérað (319) - Reykhólahreppur (283) - Aðaldælahreppur (280) - Breiðdalshreppur (258) - Raufarhafnarhreppur (254) - Súðavíkurhreppur (229) - Akrahreppur (229) - Hraungerðishreppur (197) - Arnarneshreppur (188) - Hríseyjarhreppur (180) - Villingaholtshreppur (180) - Hvalfjarðarstrandarhreppur (154) - Skilmannahreppur (152) - Ásahreppur (144) - Kjósarhreppur (142) - Borgarfjarðarhreppur (140) - Gaulverjabæjarhreppur (135) - Skeggjastaðahreppur (133) - Leirár- og Melahreppur (132) - Eyja- og Miklaholtshreppur (130) - Svalbarðshreppur (126) - Kaldrananeshreppur (125) - Innri-Akraneshreppur (121) - Svínavatnshreppur (119) - Bólstaðarhlíðarhreppur (113) - Kolbeinsstaðahreppur (105) - Kelduneshreppur (103) - Bæjarhreppur (101) - Skagabyggð (97) - Torfalækjarhreppur (93) - Grímseyjarhreppur (93) - Fljótsdalshreppur (93) - Sveinsstaðahreppur (91) - Saurbæjarhreppur (88) - Hvítársíðuhreppur (85) - Áshreppur (75) - Tjörneshreppur (66) - Árneshreppur (56) - Skorradalshreppur (55) - Fáskrúðsfjarðarhreppur (55) - Broddaneshreppur (54) - Helgafellssveit (52) - Mjóafjarðarhreppur (37) |

### Politikai pártok
A parlamentben képviselt pártok: 
- Függetlenségi Párt (Sjálfstæðisflokkurinn)
- Baloldali-Zöld Mozgalom (Vinstri græn)
- Szociáldemokrata Szövetség (Samfylkingin)
- Centrumpárt (Miðflokkurinn)
- Progresszív Párt (Framsóknarflokkurinn)
- Kalózpárt (Pírataflokkurinn)
- Néppárt (Flokkur Fólksins)
- Reformpárt (Viðreisn)

### Védelmi rendszer
A szigetországnak a tévhitekkel ellentétben van önálló hadereje, mely az éves GDP 0,26%-át (2015) használja fel. A haderő létszáma 200 fő állandó, 230 fő tartalékos katonából és számos civil alkalmazottból áll; emellett a lakosság egy része tagja az önkéntes rendszernek, mely a Nemzeti Rendőrséggel együtt állítana fel ezred erejű védelmi gyalogságot ellenséges támadás esetén. Az ország hivatásos katonai állománya három fő alakulatra osztható:
- Parti őrség: a tengeri járőrözést, az ország érdekeinek és halászati-bányászati felségterületének őrzését, valamint a partvédelmet látja el. Jelenleg három, gépágyúkkal és Super Puma harci helikopterekkel felszerelt őrnaszáddal, valamint egy őrhajóval rendelkeznek.[37][38]
- Légvédelem: a partiőrség keretein belül működő ország légtérellenőrző központja, mely a felderítő és légtérmegfigyelő radarokon kívül 8 légvédelmi gépágyúval rendelkezik. Az ország légvédelmét váltásban, más NATO tagországok által biztosított vadászgépek látják el, így jelenleg 4 db Olasz Eurofighter vadászbombázó.[38][39]
- Különleges Műveleti Század (Íslenska Friðargæslan): Félkatonai alakulat (a 200 fős keretből 30 a hivatásos), amely feladatkörébe tartozik a hírszerzési és krízis-elhárítási műveletek mellett békefenntartó bevetéseken való részvétel is. Nissan Patrol és Santana Anibal járművekből átalakított páncélozott terepjáró járművekkel rendelkeznek. A KFOR mellett részt vettek az iraki háborúban is.[40][41][42]

Korábban védelmét a NATO keretén belül és egy kétoldalú megállapodás alapján az USA látta el, a második világháború idején Keflavíkban légi támaszpontot létesített, amit csak 2006-ban zártak be.

## Népesség

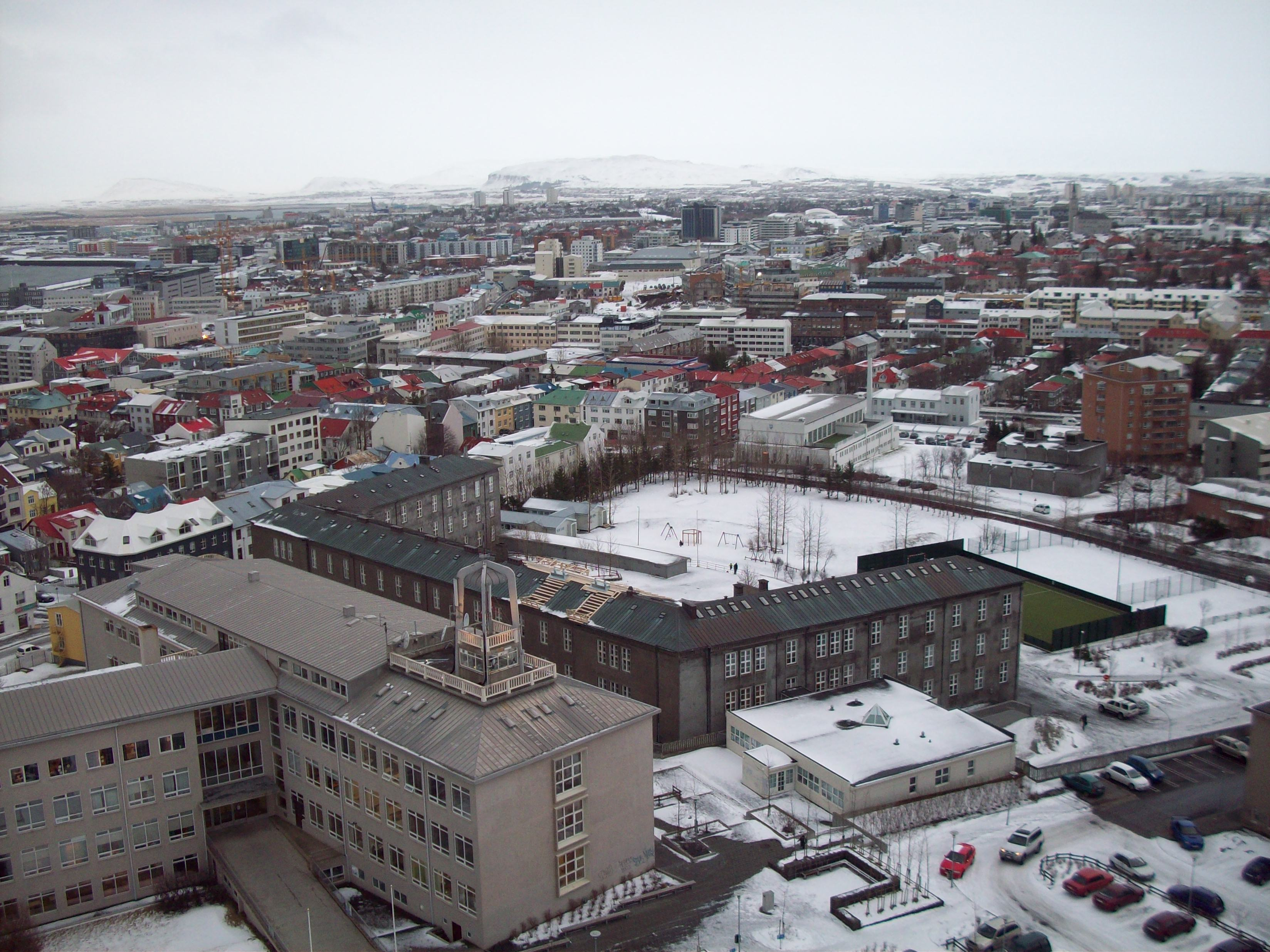
Reykjavík, a főváros

### Általános adatok
Az ország lakosságának 93%-a a tengerpart közelében sorakozó városokban él. A sziget belső területe lakatlan.
Vér- és DNS-vizsgálatokkal kimutatták, hogy a szigetek eredeti férfilakosságának zöme Skandináviából érkezett, vagyis a vikingek utódainak tekinthető, míg az első női telepesek Skócia és Írország tengerparti részeiről származtak.

### Népességének változása
| Lakosok száma | 175 574 | 198 751 | 212 317 | 228 138 | 243 180 | 263 725 | 277 381 | 303 782 | 320 716 | 376 248 |
|               | 1960    | 1967    | 1973    | 1980    | 1986    | 1993    | 1999    | 2006    | 2012    | 2022    |

### Nyelvi összetétel, vallási összetétel
A lakosság 93,9%-a izlandi állampolgár. A legnagyobb nemzetiségi csoportok: dánok – 1,3%, amerikaiak – 0,7%, svédek – 0,5%, németek – 0,4%, egyéb – 3,2%.
Az izlandi lakosok 93%-a evangélikus, 2%-a római katolikus, a maradék 5% pedig egyéb vallások híve.

### Szociális rendszer

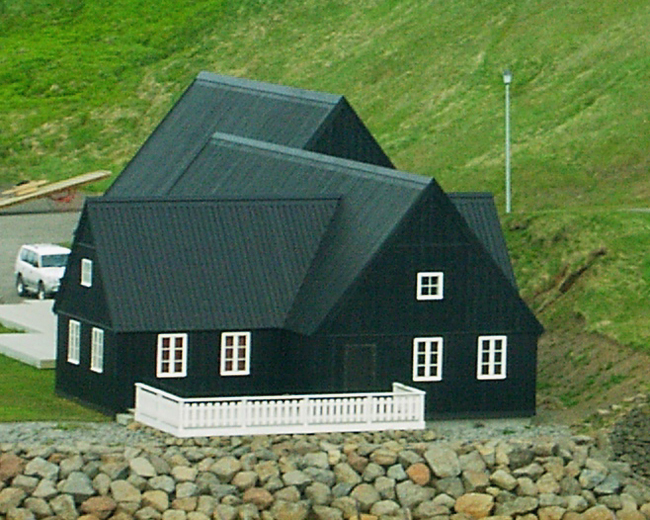
Jellemző modern izlandi magánház. A jólétet tükrözi

Izland eredeti lakossága viking és kelta eredetű. Ezt nagy biztonsággal állíthatjuk a korai telepesek írásos emlékei, illetve a genetikai és a vércsoportvizsgálatok alapján. Az egyik genetikai vizsgálat azt is kimutatta, hogy az izlandiak férfi ősei többségében viking eredetűek, míg a női ősök többségében kelták voltak.
Izland elszigetelt fekvése miatt a bevándorlás évszázadokon át igen korlátozott volt, így az izlandiak rendkívül hasonlók egymáshoz genetikailag. Ezt kutatásoknál is kihasználják.
A kezdeti időktől a 19. század közepéig Izland lakossága 40-60 000 között ingadozott. Ezekben az időkben a hideg telek, a vulkánkitörések és a pestisjárványok sokszor tizedelték a lakosságot. Az első népszámlálás 1703-ban volt, ekkor 50 358 lakosa volt a szigetnek. Az életkörülmények rohamos fejlődésének köszönhetően 2010 körül a lakosság száma elérte a 300 000 főt.
A 2004. évi adatok szerint a lakosság 7%-a, vagyis 20 669 ember született Izlandon kívül.

## Gazdaság
A gazdaság hagyományosan egyik legfontosabb ágazata a halászat, 2013-ban az izlandi export 40%-át, a GDP 12%-át adta, és a munkaerő 5%-át foglalkoztatta. Az úgynevezett óceáni ágazat, amelybe beleszámítják a halászathoz kapcsolódó más gazdasági tevékenységeket is, mint például a halászati eszközök gyártását vagy a kifogott hal további feldolgozását élelmiszeripari, biotechnológiai célokra, már a GDP 27,1%-át adta és a munkaerő mintegy 20%-át foglalkoztatta (2011). Természeti erőforrások híján (leszámítva a bőséges geotermikus és hidroelektromos erőforrásokat) az izlandi gazdaság ki van szolgáltatva a hal világpiaci árváltozásának. A hal és halból készült termékek mellett további fontos exportcikk az alumínium és a vasszilikát.
Az egyetlen hazai nyersanyagra épülő iparág a cementgyártás. A legtöbb épület betonból készül; a fa drága, importálni kell, így csak ott használják, ahol feltétlenül szükséges.
Az izlandi lakosság jelentős része ellenzi az európai uniós tagságot, mivel attól tartanak, hogy azzal elvesztenék halászterületeik feletti ellenőrzésüket.
Izlandon több gyártó és szolgáltató iparág is fejlődésnek indult az utóbbi évtizedben, mint a szoftverfejlesztés, biotechnológia, és pénzügyi szolgáltatások. A turizmus szintén fejlődik, olyan különlegességekkel, mint az ökoturizmus vagy a bálnafigyelés (ez utóbbi erősen visszaszorította a hagyományos bálnavadászat mértékét).
Izland bankrendszere 2008. október elejére a pénzügyi csőd szélére került. Az ország vezetése az IMF-től való hitel felvétele mellett döntött. Az ország a pénzügyi gondjai miatt kérte a felvételét az EU-ba és az eurózónába is. A megkezdett csatlakozási tárgyalások a csökkenő társadalmi támogatottság, az izlandi jobbközép kormány hatalomra kerülése és az eurózóna válsága miatt 2013 közepén megszakadtak. 2015. március 12-én a reykjaviki kormány visszavonta a csatlakozási kérelmét, arra hivatkozva, hogy Izland érdekeit jobban lehet az EU-n kívül képviselni, bár Izland lakói az Európai Unióba vágynak. Egy közvélemény-kutatás szerint a megkérdezettek 44 százaléka teljes mértékben, 19 százalék pedig „inkább ellenzi” a kormányzati lépést. Az ellenzék is hevesen tiltakozott a kormányzati döntés ellen. Az Európai Unió jelezte, kapui továbbra is nyitva állnak Izland előtt.
| Év   | Munkanélküliségi ráta | Infláció |
| ---- | --------------------- | -------- |
| 2007 | 1,0%                  | 5,0%     |
| 2008 | 1,6%                  | 12,7%    |
| 2009 | 8,0%                  | 12,0%    |
| 2010 | 8,1%                  | 5,4%     |
| 2011 | 7,4%                  | 4,0%     |
| 2012 | 5,8%                  | 5,2%     |
| 2013 | 5,4%                  | 3,9%     |

### Külkereskedelem
- Exporttermékek: hal és halkonzerv, halliszt, bálnaolaj, hús, gyapjú, alumínium, fémipari cikkek
- Importtermékek: gépek, berendezések, járművek, energia, halászati felszerelés, közszükségleti cikkek

Fő kereskedelmi partnerek 2017-ben:
- Export:  Hollandia 25,5%,  Spanyolország 13,6%,  Egyesült Királyság 9,4%, Németország 7,6%, USA 7%, Franciaország 6,3%, Norvégia 4,9%
- Import:  Németország 10,7%,  Norvégia 9,2%,  Kína 7%, Hollandia 6,7%, USA 6,4%, Dánia 6,2%, Egyesült Királyság 5,7%, Svédország 4,1%

## Közlekedés

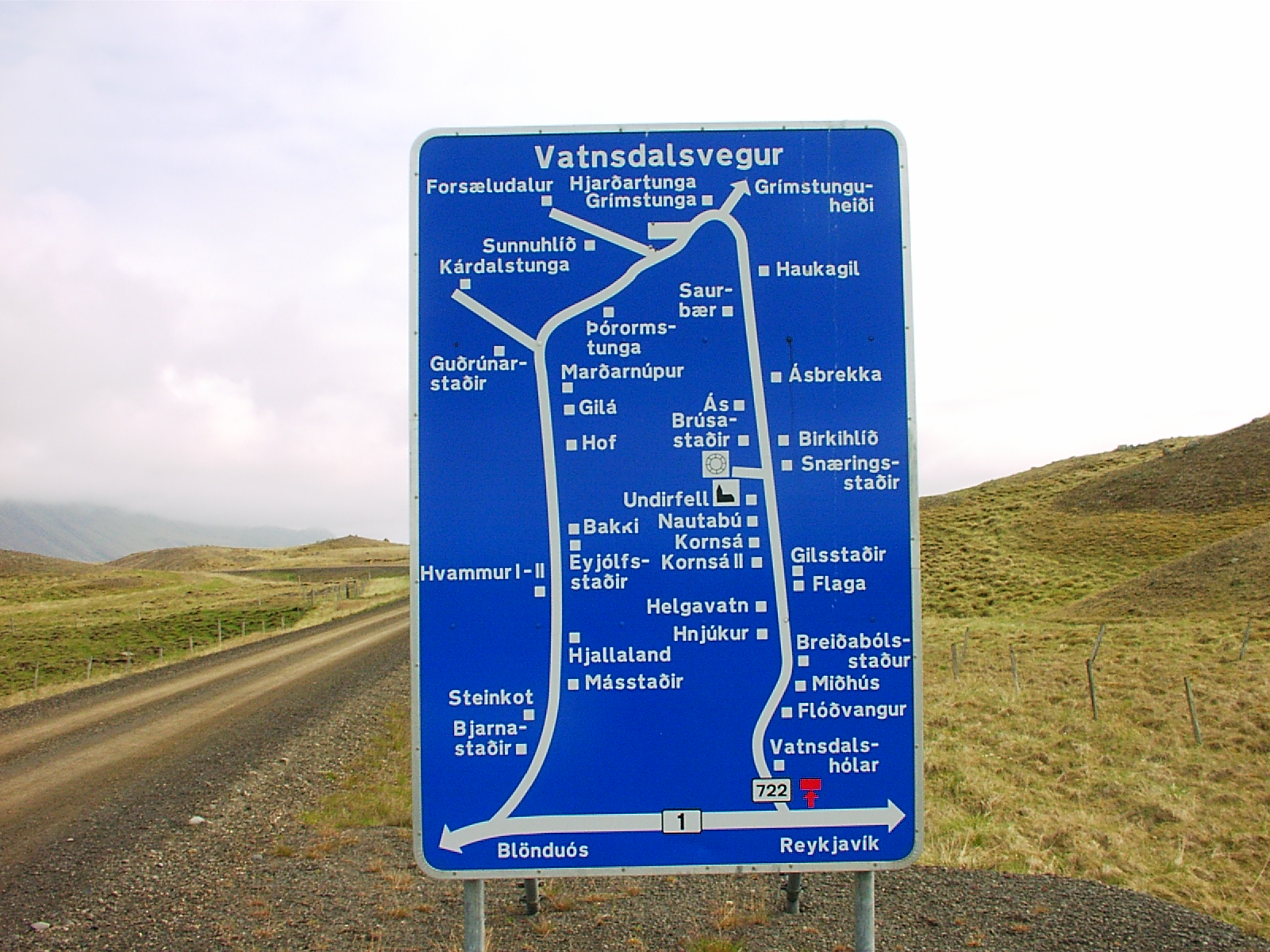
Tipikus izlandi útjelző tábla

### Vízi
Izland közlekedésében jelentős szerepet játszik a part menti hajózás, míg a külkereskedelemben szinte egyeduralkodó a tengerhajózás (kereskedelmi kikötője 187 000 BRT, 2004). Legnagyobb forgalmú kikötője Reykjavík, ezen kívül még nyolc kikötője van az országnak. Tengeri úton közvetlenül Feröer szigetéről közelíthető meg (Tórshavn-ból) komppal (Norröna), illetve a dániai Hirtshals kikötőjéből. A tengeri járatok a keleti parton lévő Seyðisfjörður kikötőjébe érkeznek, és rendszerint hetente egy alkalommal közlekednek.

### Szárazföld
Vasútja nincs, a közutak hossza 12 950 km, ebből 8200 km aszfaltozott. A mintegy 1500 km hosszúságú Hringbraut nevű országút a partok mentén körbeveszi az országot, érintve Reykjavík, Akureyri, Egilsstaðir és Hornafjörður településeket. Az ország belsejében lévő utak többnyire kavicsosak, amik leginkább négykerék-meghajtású autóval járhatók. Ugyanezen az úthálózaton (a kavicsos utakon is) többféle buszjárat közlekedik. A busz kényelmes, de a repülőúthoz viszonyítva drága. A buszok októbertől júniusig csökkentett útvonalon mozognak. Az ország belső úthálózatának használata csak júniustól szeptemberig engedélyezett (az időpontok az aktuális időjárás függvényében változnak, akár egy hónapos csúszás is lehetséges).

### Légi
Egy nemzetközi repülőtér van izlandon Keflavík, ezen kívül még 12 kisebb repülőtér van az országban. Izland nemzeti légitársasága az Icelandair.

## Telekommunikáció
| Hívójel prefix | TF |
| ITU zóna       | 17 |
| CQ zóna        | 40 |

## Nyelv, írás
Az ország nyelve, az izlandi az indoeurópai nyelvcsalád északi germán csoportjához tartozik, közeli rokonai a dán, a feröeri, a norvég és a svéd.
Az izlandiak nagyon ragaszkodnak nyelvükhöz, és nagyon szépen megőrizték azt régi formájában. Komolyabb nehézségek nélkül tudnak olvasni sok száz évvel ezelőtti szövegeket, mert a nyelv annyira keveset változott. Guðbrandur Þórláksson (1542–1627) Sálmabók című művében azt írta, hogy a nyelvüknek nincs szüksége idegen szavakra. Ez persze technikai, gazdasági fejlődés miatt mára tarthatatlanná vált, de ennek ellenére az emberek tudatosan őrzik nyelvüket. Ennek egyik eszköze, hogy magas szinten oktatják az angol nyelvet.
Az izlandi ábécé 32 betűből áll:
- A, Á, B, D, Ð, E, É, F, G, H, I, Í, J, K, L, M, N, O, Ó, P, R, S, T, U, Ú, V, X, Y, Ý, Þ, Æ, Ö
- a, á, b, d, ð, e, é, f, g, h, i, í, j, k, l, m, n, o, ó, p, r, s, t, u, ú, v, x, y, ý, þ, æ, ö

## Névadási szabályok
A nyelv ősisége már a nevekben tükröződik. Nincs családnév, a név a személynévből és az apai (vagy anyai) névből áll, amelyek közül a személynév a fontosabb, eszerint állítják ábécésorrendbe a neveket a telefonkönyvben is. Az apai, illetve anyai név úgy jön létre, hogy az apa, anya keresztnevét birtokos esetbe teszik (ez hímnemben, férfineveknél az -s rag hozzátételét jelenti, nőnemben a ragozás változatosabb), és ehhez az alakhoz hozzáteszik a dóttir (lány), vagy a son (fiú) toldalékot. Ha tehát egy képzeletbeli Ólafur Grímssonnak, ill. Magda Alfreðsdóttirnak Jón nevű fia születik, akkor vagy Jón Ólafsson, vagy Jón Mögduson lesz a neve, míg ugyanezen pár Helga nevű lánya a Helga Ólafsdóttir, ill. Helga Mögdudóttir nevet fogja kapni. Ma már külföldiek, ha megkapják az állampolgárságot, akkor megtarthatják eredeti nevüket, de korábban alkalmazkodniuk kellett ehhez a névadási szokáshoz. Külföldön azonban általában nem ismerik ezt a névadási rendszert, és az izlandiak is elfogadják, hogy az apai, anyai nevüket vezetéknévként tüntessék fel partnereik. Az izlandi nők soha nem vették, és ma sem veszik fel férjük nevét a házasságkötés után.
Egy 2019. március 1-én életbe lépett törvény szerint egy harmadik névadási lehetőség nyílt, utótagként a barn vagy bur (gyermek) hozzáadása (pl. Ólafsbur). Ugyanazon törvény szerint a keresztnevek sem lesznek nemtől függőek.

## Kultúra

### Oktatási rendszer
Izland oktatási rendszere a felsőoktatás alatt a következő szintekből tevődik össze:
- 2-6 éves korig óvoda,
- 6-16 éves korig kötelező oktatás (magában foglalva az általános iskolai és alsó középfokú oktatást), illetve
- 16-19 éves korig felső középfokú oktatás.[63]

### Iskolarendszer
A felsőoktatáson kívül alapvetően az alábbi három szintből tevődik össze:
- 2-6 éves korig óvoda,
- 6-16 éves korig kötelező oktatás (magában foglalva az általános iskolai és alsó középfokú oktatást), illetve
- 16-19 éves korig felső középfokú oktatás.
- Az országban az Oktatási, Tudományos és Kulturális Minisztérium felelős a törvényi háttér biztosításáért az oktatás minden szintjén, legyen az iskolás kor előtti gondozás és iskola előkészítő, általános és középiskola, felsőoktatás, felnőttképzés vagy az egész életen át tartó tanulás egyéb formája. Az önkormányzatok a fenntartói az iskola előtti és az általános iskolai képzésnek, a minisztérium pedig a közép-és felsőoktatás zavartalan működéséért kezeskedik. A fiatalok számára rendkívül vonzó lehet, hogy az izlandi iskolákban 1-10-ig osztályozzák a tanulók teljesítményeit, nem létezik bukás vagy évismétlés, sőt még a hiányzások sem befolyásolják ezen szituációkat.

### Kulturális intézmények
Könyvtárak, múzeumok, színházak, zene és tánc intézményei.
A legtöbb múzeum és látnivaló csak május végétől szeptember elejéig tart nyitva.
Három tévécsatorna van, amik túlnyomórészt izlandi nyelven közvetítenek műsort. Az idegen nyelvű filmeket és egyes show-műsorokat felirattal sugározzák, amik elősegítik az idegen nyelvek ismeretét.

### Művészetek

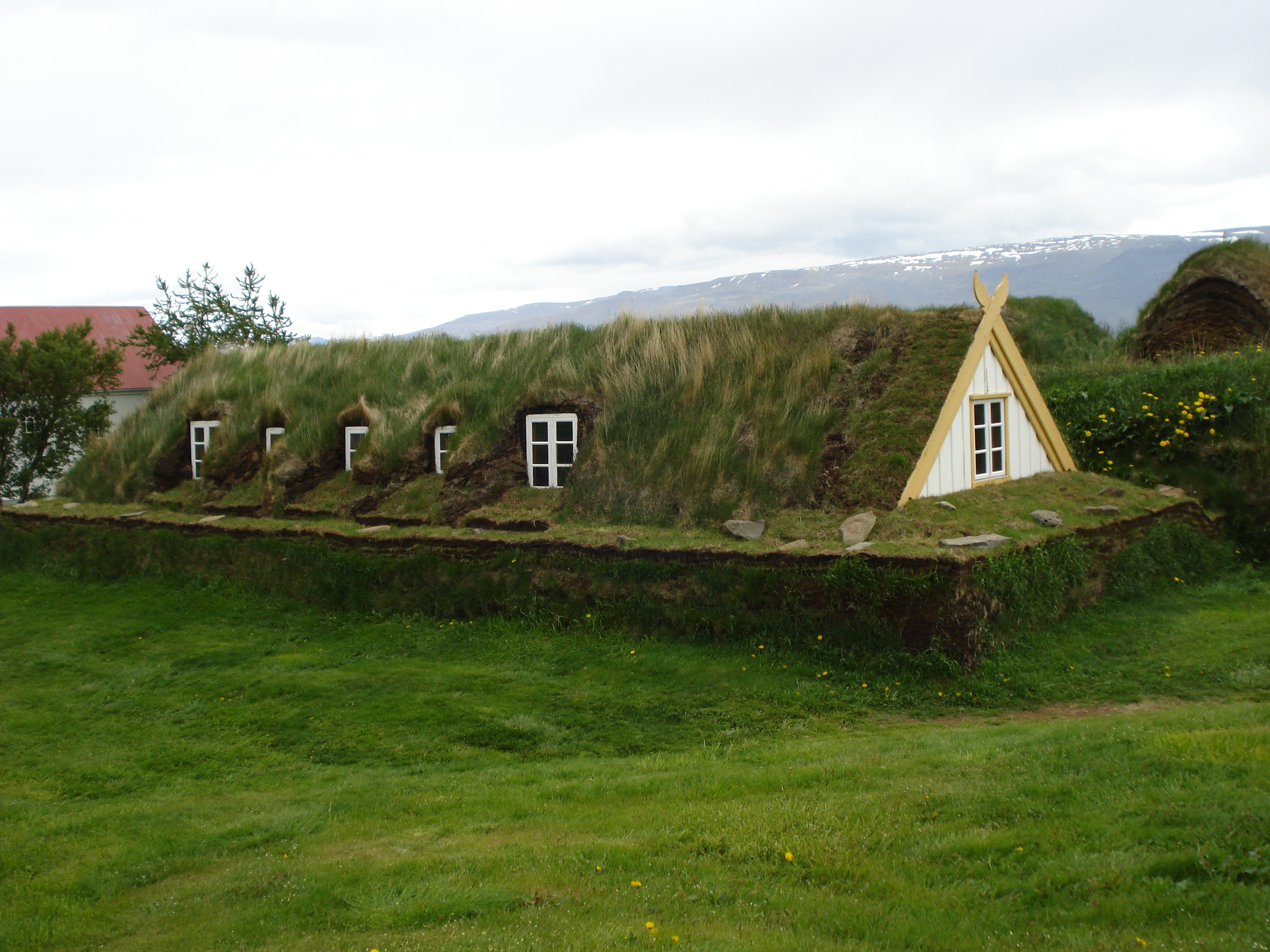
A tőzegház (gyepház) nem ritkaság az országban, hagyományos hőszigetelés

- Építészet

- Képzőművészetek
- Filmművészet

#### A társadalom
Az izlandiak rengeteget olvasnak. Az egy főre eső könyvvásárlásban Európában ők vezetnek. Az izlandi sagák minden házban ma is kedvelt olvasmányok. Halldór Laxness regényeiben és elbeszéléseiben izlandi gyökerek tükröződnek, ugyanakkor általános érvényű mondanivalójával széles körű olvasóközönséghez szólnak. A régi mondák, a manók, törpék és a tündérek világa a modern élet része maradt. Sok izlandi számára a legendák alakjai ma is befolyásolják a tevékenységüket, így például egyes utakat kerülővel építettek meg, hogy olyan sziklákat, amiket a manók rejtekhelyének tartanak, ne háborgassanak.

#### Zene
Björk popénekes, Sigur Rós zenész, a fiatalon elhunyt Jóhann Jóhannsson filmzeneszerző, Quarashi, Óðmenn, Of Monsters and Men, Stuðmenn, Mezzoforte, Kaleo és Hatari együttesek izlandiak.
Gunnsteinn Ólafsson (1962) izlandi zeneszerző és karmester, a Siglufjörður Folk Fesztivál és az Izlandi Ifjúsági Szimfónikus Zenekar megalapítója.

### Hagyományok
- Jólasveinar

### Gasztronómia

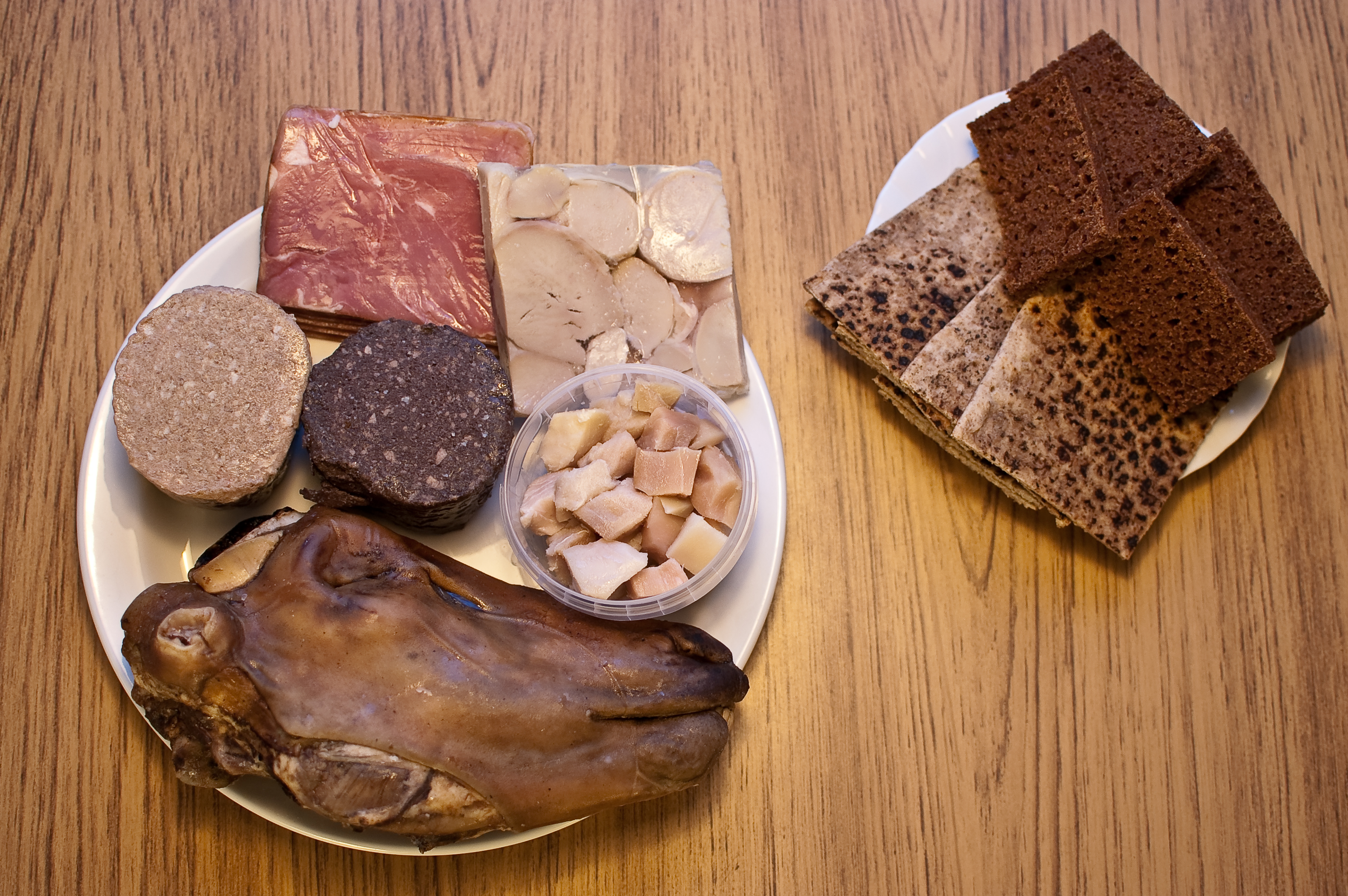
Thorramatur – a nemzeti ételek gyűjteménye. Bal tányér (fentről lefelé, balról jobbra): hangikjöt, hrútspungar, lifrarpylsa, blóðmör, hákarl, svið. Jobb tányér: rúgbrauð (sötétbarna), flatbrauð

Az izlandi konyha nem túl változatos a zord éghajlat és a nyersanyagok korlátozottsága miatt. A fő alapanyagokat a (tengeri és édesvízi) halak és a háziállatok adják. A tenyésztett állatállományt csak a juhok, tehenek és lovak képviselik. A kis mennyiségű hazai zöldséget geotermikusan fűtött üvegházakban termesztik.
- svið: perzselt, főtt birkafej
- hákarl: fermentált, rothasztott cápahús
- lundabaggar: főtt, pácolt birkabelsőség
- kæst skata: fermentált halétel
- saltkjöt: sózott marhahús, gyakran levesben fogyasztják
- síld: marinált hering
- rúgbrauð: rozskenyér

### Turizmus
Az országot évente 2,4 millió turista keresi fel. A sziget vad vidékén a természet nagyrészt háborítatlan, ebbe beleértendő, hogy a nagyszámú természeti veszélyforrásra (vízesések, forró vízforrások, hegycsúcsok, szakadékok, lávafolyások stb.) nem figyelmeztetnek táblák vagy feliratok, nincsenek láncok és korlátok, ezért a turisták tudatlanságból sokszor indokolatlan, életveszélyes kockázatot vállalnak ezek közelében.
A belső fogyasztói piac kicsinysége és a nagyarányú import miatt (szinte minden fogyasztói cikket külföldről kell behozni) az ország a turisták számára drágának számít.
A bűnözés szintje alacsony, de Reykjavíkban előfordulnak drogosok és alkoholisták, akik a könnyű pénzszerzés módját a turistákban vélik felfedezni, tehát itt sem tanácsos (ahogy a világ más részein sem) őrizetlenül hagyni értéktárgyakat, csomagokat, vagy az autóban bármilyen látható, mozdítható tárgyat. A rendőrök általában nem viselnek fegyvert, többségük beszél angolul, akárcsak a lakosság nagy része. Az emberek visszafogottak, de barátságosak és segítőkészek. A közösségi helyeken (például a szupermarketekben vagy a gyógyszertárakban – apotek) sok helyen található pelenkázó.
Az elektromos kisfogyasztói hálózat 240 V, 50 Hz AC, a fali csatlakozóaljzatok kétpólusú, kerek villával. (Schuko)
A Schengeni országok lakói útlevéllel vagy személyi igazolvánnyal utazhatnak Izlandra, és a Schengeni megállapodás szerint nekik nem kell határellenőrzésen átesniük. Az USA, Kanada, Ausztrália és Új-Zéland lakóinak legalább 90 napig érvényes útlevéllel kell rendelkezniük, és számukra vízum nem szükséges a legfeljebb 90 napos tartózkodáshoz. Minden beutazó vámmentesen hozhat magával az országba az alábbi javak listájából: táborozási felszerelés saját használatra (ebbe az élelmiszer is beleértendő, kivéve a nyers húst); 1 liter égetett szesz és 1 liter bor; vagy 1 liter égetett szesz és 6 liter sör; vagy 1,5 liter bor és 6 liter sör; vagy 3 liter bor; 200 db cigaretta vagy 250 gramm egyéb dohányipari termék.
Egészségügyi ellátás: ingyenes a European Health Insurance Card felmutatásával az Európai Unió tagországaiból érkezők számára.
Bankkártya: szinte az egész országban lehet vele fizetni (főleg Visa és MasterCard). A legkisebb faluban is van ATM bankautomata, ahol készpénzt lehet felvenni, ha mégis arra lenne szükség.
Mobiltelefon: GSM-hálózat főleg a partvidéken mindenhol elérhető, ahol 200 főnél nagyobb a lakosság. Az ország belsejében NMT-hálózat (első generációs hálózat) működik. SIM-kártyát üzemanyagtöltő állomásokon vagy újságosnál is lehet vásárolni, és az országban 2017-től ugyanolyan feltételekkel telefonálhatunk és mobilinternetezhetünk mint az Európai Unióban valamint Norvégiában és Liechtensteinban
Időzóna: az ország egész évben a Greenwichi középidő (GMT) ideje szerint működik.

## Ünnepnapok
- január 1.: újév
- március/április: húsvét
- április, április 18. utáni első csütörtök: a nyár első napja
- május 1.: a munka ünnepe
- május/június: pünkösd
- június 4.: Sjomannadagur, a tengerészek napja. Az egyik legnagyobb ünnep, melynek során például imitált tengeri mentést, úszóversenyeket, kötélhúzást rendeznek.
- június 17.: A függetlenség napja – nemzeti ünnep (1944)
- augusztus első hétvégéje: Verslunnarmannahelgi, a munka ünnepének hétvégéje. Hagyományosan kivonulnak a természetbe, ahol letáboroznak és tüzeket gyújtanak.
- december 24.: szenteste
- december 25-26.: karácsony
- december 31. (délutántól): szilveszter

## Sport

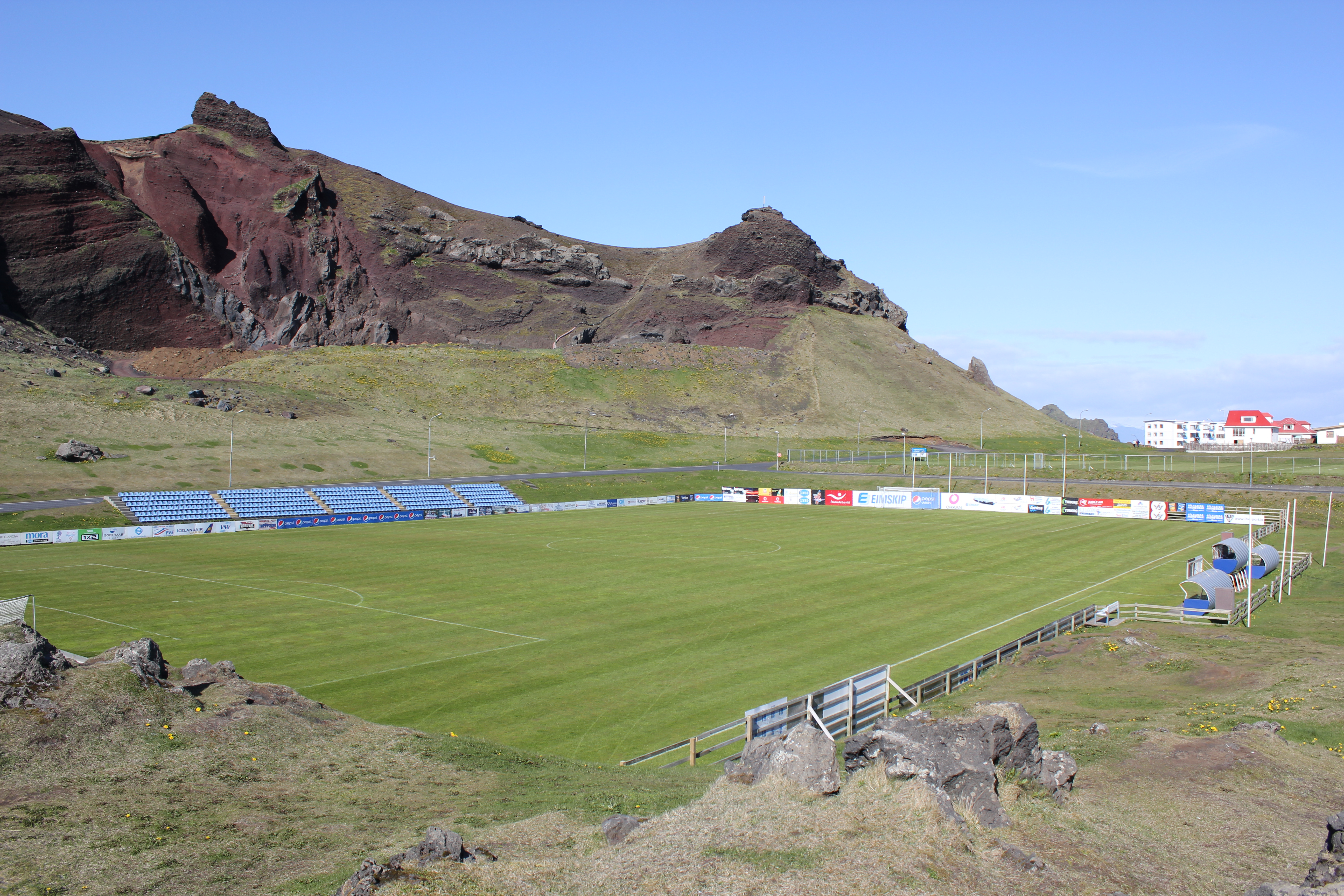
Futball-pálya Vestmannaeyjumban

### Olimpia
Az országnak eddig két ezüst- és két bronzérme van a játékokról. A legeredményesebb sportág az atlétika. 1948 óta szerepel Izland a téli olimpiai játékokon is, azonban érmet még nem szerzett.
Bővebben: Izland az olimpiai játékokon

### Labdarúgás
Az Izlandi labdarúgó-válogatott 2016-ig nem ért el kiemelkedő eredményeket. 1991-ben Eb-selejtező tétmérkőzésen oda-vissza (Reykjavíkban és Budapesten is) legyőzte a magyar válogatottat. Majd a 2016-os Európa Bajnokságra nagy bravúrral kijutottak, sőt ott a negyeddöntőig meg sem álltak. Ezután a VB selejtezőkön megszerezték a kvalifikációt a 2018-as Oroszországi Labdarúgó Világbajnokságra, ahol az első mérkőzésen Argentína ellen egy bravúros 1-1-es döntetlent értek el, de ennek ellenére a csoportkörben az utolsó helyen végeztek.

### Kézilabda
Izlandon a kézilabda népszerű sportág, a 2008-as nyári olimpián ezüst, míg a 2010-es Európa-bajnokságon bronzérmet nyert a férfi kézilabda-válogatott. Európa több élcsapatában is meghatározó szerepet töltenek, töltöttek be izlandi játékosok, például Aron Pálmarsson megfordult a THW Kiel, az FC Barcelona és a Veszprém csapatában is.

### Glíma
A glíma egy hagyományos izlandi nemzeti sport, a birkózáshoz hasonló küzdősport. Szerepelt az 1908-as és az 1912-es nyári olimpiai játékok bemutatóprogramjában.